# Naloty na Japonię
Naloty na Japonię – alianckie bombowe operacje powietrzne nad Japonią podczas działań bojowych na Pacyfiku w trakcie II wojny światowej. Celem nalotów, prowadzonych od połowy 1944 roku aż do zakończenia wojny, było pozbawienie Japonii zaplecza przemysłowego oraz wywarcie nacisku psychologicznego na społeczeństwo i zmuszenie tego kraju do kapitulacji bez konieczności przeprowadzania inwazji.
W początkowym okresie, po japońskim ataku na Pearl Harbor, naloty ograniczały się do rajdu Doolittle’a na Tokio w kwietniu 1942 roku i przeprowadzanych od połowy roku 1943 na niewielką skalę ataków na instalacje wojskowe na Wyspach Kurylskich. Na większą skalę naloty zaczęły się w połowie roku 1944 i trwały aż do zakończenia wojny w sierpniu 1945 roku. W 1945 roku do bombardowań przystąpiło również lotnictwo brytyjskie.
Kampania powietrzna amerykańskiego lotnictwa przeciw Japonii rozpoczęła się w połowie 1944 roku, a nasiliła się w ostatnich miesiącach wojny. Wprawdzie plany ataku na Japonię przygotowywano jeszcze przed wojną, jednak do nalotów nie mogło dojść, dopóki nie były gotowe ciężkie bombowce dalekiego zasięgu B-29 Superfortress. W okresie od czerwca 1944 do stycznia 1945 roku stacjonujące w Indiach B-29 przerzucano na lotniska w Chinach, skąd miały dokonywać rajdów przeciw Japonii, ale skończyło się to niepowodzeniem. Bombardowania strategiczne nabrały rozmachu w listopadzie 1944 roku, kiedy po zdobyciu Saipanu, Tinianu i Guamu w wyniku walk o archipelag Marianów uruchomiono bliższe celom bazy lotnicze. Początkowo atakowano tereny przemysłowe, ale od marca 1945 roku celami nalotów stały się obszary zurbanizowane, jako że większość podzespołów Japończycy produkowali w małych warsztatach i domach prywatnych. W ostatnich miesiącach konfliktu samoloty alianckie startujące z lotniskowców i wysp Riukiu prowadziły ataki, które miały wspomóc planowaną na październik inwazję Japonii.
Na początku sierpnia miasta Hiroszima i Nagasaki zostały niemal całkowicie zniszczone przez bomby atomowe. Obrońcy nie byli w stanie powstrzymać alianckich ataków. Liczba samolotów myśliwskich i dział przeciwlotniczych na wyspach macierzystych była niewystarczająca, ponadto większość samolotów i dział miała trudności z osiągnięciem wysokości, na jakiej operowały B-29. Braki paliwa, niedostateczne wyszkolenie pilotów i zła koordynacja działań pomiędzy jednostkami myśliwskimi również osłabiały skuteczność obrony. Miasta japońskie nie były przygotowane na ataki z użyciem bomb zapalających, straży pożarnej brakowało sprzętu i wyszkolenia, ponadto zbudowano za mało schronów dla ludności cywilnej. W rezultacie bombowce B-29 były w stanie dokonać skutecznych bombardowań nie doznając przy tym zbyt wielkich strat. Naloty spowodowały zniszczenie wielu japońskich miast i śmierć od 241 do 900 tysięcy ludzi, co wraz z bardzo skuteczną blokadą morską Japonii zmusiło władze tego kraju do podjęcia decyzji o kapitulacji. W efekcie bombardowania wysp japońskich były jednym z czynników które zapobiegły amerykańskiej inwazji lądowej na macierzyste wyspy Cesarstwa Japońskiego, która – jak szacowano – przynieść miała około 6 milionów ofiar wśród japońskich cywilów oraz około miliona ofiar wśród amerykańskich żołnierzy sił inwazyjnych.
Wprawdzie alianckie bombardowania były jednym z głównych czynników, które w połowie sierpnia 1945 roku skłoniły władze japońskie do podjęcia decyzji o kapitulacji, stały się jednak po wojnie tematem sporów na temat ich aspektu moralnego, a zasadność użycia broni jądrowej budzi kontrowersje.

## Tło działań

### Plany Amerykanów
United States Army Air Corps (przemianowany w roku 1942 na United States Army Air Forces) zaczął opracowywać plan kampanii powietrznej przeciw Japonii w roku 1940. Attaché morski Ambasady Stanów Zjednoczonych w Tokio donosił, że japońska obrona cywilna jest słaba, i sugerował by amerykańscy piloci zaciągali się ochotniczo do służby po stronie chińskiej w trwającej od 1937 roku wojnie z Japonią. Pierwsza Grupa Amerykańskich Ochotników (American Volunteer Group, AVG, „Latające Tygrysy” – członkiem tej formacji był polski pilot Witold Urbanowicz) zaczęła działać jako część Chińskich Sił Powietrznych w drugiej połowie 1941 roku, używając samolotów myśliwskich P-40 Warhawk. Pod koniec tego roku sformowana została również druga grupa ochotników z USA, której celem było atakowanie Japonii z baz w Chinach przy użyciu lekkich bombowców Hudson i Havoc. Atak na Pearl Harbor 7 grudnia 1941 roku spowodował, że grupa ta nie weszła do akcji, a niewielka jej część, która opuściła Stany Zjednoczone w listopadzie, została po wybuchu wojny skierowana do Australii.
Sukcesy japońskie w pierwszych miesiącach wojny na Pacyfiku zmusiły Amerykanów do rezygnacji z przedwojennych planów bombardowania wysp macierzystych Japonii, a próby rozpoczęcia kampanii na małą skalę przy wykorzystaniu baz chińskich nie powiodły się. Przed wybuchem wojny USAAF rozpatrywały możliwość bombardowania Japonii z wysp Wake, Guam, a nawet z Filipin i nadbrzeżnych obszarów Chin, ale tereny te zostały błyskawicznie opanowane przez siły japońskie, a większość ciężkich bombowców USAAF na Filipinach uległa zniszczeniu, gdy 8 grudnia 1941 roku nieprzyjaciel zaatakował ich główną bazę Clark w Angeles. USAAF próbował w marcu i kwietniu 1942 roku wysłać trzynaście ciężkich bombowców do Chin, aby bombardowały Wyspy Japońskie. Samoloty te dotarły wprawdzie do Indii, ale musiały tam pozostać, bo japoński podbój Birmy spowodował problemy logistyczne, a chiński przywódca Czang Kaj-szek nie zgadzał się, aby w ich działaniach wykorzystywano kontrolowane przezeń terytoria. Kolejne trzynaście ciężkich bombowców Consolidated B-24 Liberator miało zostać wysłanych do Chin w maju, ale trzeba było je wysłać nad Morze Śródziemne dla wsparcia aliantów w tamtym rejonie. W lipcu 1942 roku dowódca AVG, pułkownik Claire Chennault, oświadczył, że dysponując stoma myśliwcami Republic P-47 Thunderbolt i trzydziestoma średnimi bombowcami North American B-25 Mitchell, będzie w stanie zniszczyć japoński przemysł samolotowy. Trzy miesiące później Chennault napisał do prezydenta Franklina Roosevelta, że posiadając 105 nowoczesnych myśliwców i czterdzieści bombowców (w tym dwanaście ciężkich) będzie w stanie „doprowadzić do upadku Japonii” w ciągu od sześciu do dwunastu miesięcy. Dowództwo USAAF uważało, że twierdzenia Chennaulta są mało wiarygodne i nie dało mu tych samolotów.

### Japoński plan obronny

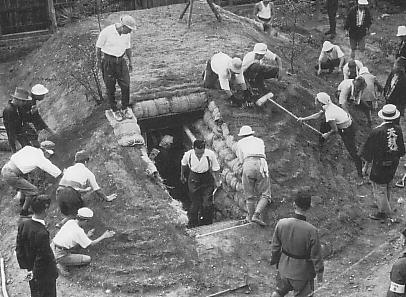
Budowa schronu przeciwlotniczego w Japonii (wrzesień 1940 roku)

Przedwojenne plany rządu japońskiego zakładały, że obronę kraju przed atakami z powietrza może zapewnić zniszczenie baz lotnictwa nieprzyjaciela. Panowało przekonanie, że największe zagrożenie stanowią samoloty radzieckie stacjonujące w dalekowschodnich republikach ZSRR. Japońscy wojskowi zamierzali uderzyć na bazy lotnicze będące w zasięgu wysp macierzystych w wypadku, gdyby między obu krajami doszło kiedykolwiek do wojny. Kiedy wojna na Pacyfiku stała się faktem, rząd japoński wierzył, że najlepszym sposobem na zapobieżenie amerykańskim nalotom będzie zajęcie i utrzymanie tych obszarów w Chinach i na Oceanie Spokojnym, skąd naloty mogłyby być wyprowadzane. Spodziewano się, że alianci nigdy nie zdołają odbić tych terenów. Japończycy przewidywali jednak, że może dojść do ataków na małą skalę przy użyciu samolotów z lotniskowców. Rząd zrezygnował z silnej obrony przeciwlotniczej, ponieważ przemysł krajowy nie zdołałby jednocześnie obsłużyć ofensywy w Chinach i na Pacyfiku oraz sił defensywnych w ojczyźnie.
W początkowych miesiącach wojny na macierzystych wyspach stacjonowało zaledwie kilka dywizjonów myśliwskich i baterii przeciwlotniczych. W lipcu 1941 roku utworzono wprawdzie Naczelne Dowództwo Obrony (NDO), które miało mieć pieczę nad obroną wysp, ale wszystkie formacje w kraju były podporządkowane czterem okręgom wojskowym: północnemu, centralnemu, wschodniemu i zachodniemu, które podlegały bezpośrednio Ministerstwu Wojny. W rezultacie funkcje NDO sprowadzały się do koordynacji łączności pomiędzy Cesarską Kwaterą Główną – najwyższym organem decyzyjnym – a okręgami wojskowymi. Na początku 1942 roku siły przeznaczone do obrony Japonii składały się ze stu samolotów myśliwskich Wojsk Lotniczych Cesarskiej Armii Japońskiej i dwustu maszyn Wojsk Lotniczych Cesarskiej Marynarki Wojennej Japonii, w znacznej części przestarzałych, jak również pięciuset dział przeciwlotniczych 120–150 mm armii i dwustu marynarki. Większość jednostek lotnictwa wojsk lądowych i marynarki na wyspach macierzystych była jednostkami szkolnymi, które miały ograniczone możliwości przeciwstawiania się alianckim atakom. Wojska lądowe posiadały sieć wojskowych i cywilnych punktów obserwacyjnych dla ostrzegania przed atakami z powietrza i były w trakcie budowy pierwszych stacji radarowych nowej generacji. Dowodzenie i kontrola obrony przeciwlotniczej były rozczłonkowane, a wojska lądowe i marynarka nie koordynowały swych działań i nie kontaktowały się ze sobą. W rezultacie siły obrony nie były w stanie zareagować na nagłe uderzenie z powietrza.
Japońskie miasta były – ze względu na zabudowę i zły stan obrony cywilnej – bardzo mało odporne na zniszczenia w wyniku ataku bombami zapalającymi. Obszary zurbanizowane były zazwyczaj przeludnione, a większość budynków wzniesiono z łatwopalnych materiałów (papier i drewno). Co więcej, miejskie zakłady przemysłowe i instalacje wojskowe były otoczone przez gęsto zaludnione budynki mieszkalne. Mimo łatwopalności w kilku zaledwie miastach działała dobrze wyekwipowana, zawodowa straż pożarna, a do walki z ogniem stawali ochotnicy. Z drugiej strony od 1928 roku w Tokio i Osace ćwiczono alarmy przeciwlotnicze, a od 1937 władze lokalne były zobowiązane do instruowania cywili, jak zachowywać się w razie nalotu. Do wojny wzniesiono niewiele schronów przeciwlotniczych i innych konstrukcji obronnych dla ludności cywilnej i pracowników zakładów przemysłowych, jednak do możliwości rajdów bombowych podchodzono beztrosko. 7 grudnia 1938 roku gazeta Asahi Gurafu zamieściła zdjęcie cywilów podających sobie wiadra z wodą, a podpis głosił: „Tak obronimy nasze drewniane domy w miastach”. 14 kwietnia 1943 roku ta sama gazeta napisała pod zdjęciem ukazującym bombę zapalającą „Nie bójcie się tej bomby”.

## Pierwsze naloty

### Rajd chiński
W trakcie długotrwałej wojny chińsko-japońskiej siły powietrzne Republiki Chińskiej dokonały tylko jednego nalotu na macierzyste wyspy japońskie. 19 maja 1938 roku dwa chińskie samoloty zrzuciły ulotki propagandowe na Nagasaki, Fukuokę, Kurume, Sagę i inne miejscowości wyspy Kiusiu. Ulotki nie wpłynęły w jakikolwiek sposób na nastroje japońskiej ludności cywilnej, ale pokazały, że Chińczycy mogą w tym rejonie przeprowadzić atak na małą skalę. Japońscy wojskowi ocenili, że lotnictwo Republiki Chińskiej posiada samoloty zdolne do przeprowadzenia nalotu z baz położonych 2100 kilometrów od Wysp Japońskich i gdy w roku 1939 Chińczycy podjęli kroki ofensywne, poczynili niezbędne środki zapobiegawcze atakując i zajmując te tereny.

### Rajd Doolittle’a

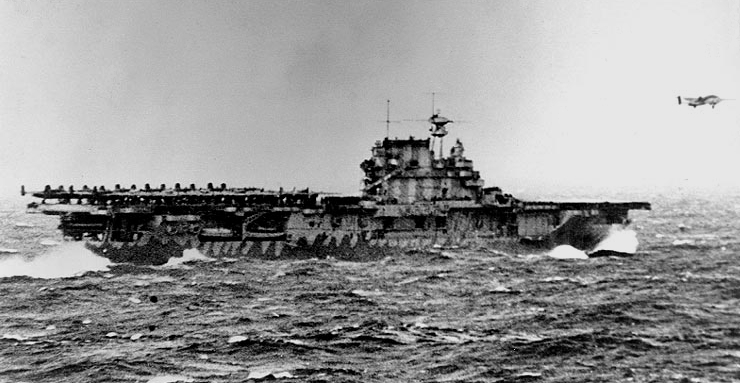
B-25 Mitchell startuje z USS „Hornet” 18 kwietnia 1942

Samoloty USAAF po raz pierwszy zbombardowały Japonię w drugiej połowie kwietnia 1942 roku. Operację zrealizowano głównie dla podreperowania morale społeczeństwa amerykańskiego i dokonania symbolicznej pomsty za atak na Pearl Harbor. Szesnaście bombowców średnich B-25 Mitchell przetransportowano z San Francisco do miejsca, z którego mogłyby osiągnąć Japonię, na pokładzie lotniskowca USS „Hornet”. Samoloty wystartowały 18 kwietnia i pojedynczo atakowały cele w Tokio, Jokohamie, Yokosuce, Nagoi i Kobe. Japońska obrona przeciwlotnicza została zaskoczona i żaden B-25 nie odniósł poważnych uszkodzeń. Po zrzuceniu bomb samoloty poleciały dalej, do Chin i Związku Radzieckiego, ale kilka – po wyczerpaniu paliwa – rozbiło się na terenach okupowanych przez Japończyków. Straty japońskie to pięćdziesięciu zabitych i ponad 400 rannych. Zniszczonych zostało około 200 domów.
Rajd Doolittle’a nie spowodował większych zniszczeń, ale jego skutki były poważne. Atak poprawił morale w Stanach Zjednoczonych, a jego dowódca, podpułkownik Jimmy Doolittle, urósł do rangi bohatera. Zły stan obrony przeciwlotniczej poważnie zaniepokoił dowództwo japońskie, które postanowiło przerzucić cztery skrzydła myśliwskie z Pacyfiku do kraju w celu zapewnienia mu osłony, co nieco odciążyło broniące się na innych teatrach działań wojska alianckie. Chcąc zapobiec przyszłym rajdom, japoński sztab zdecydował by zwrócić większą uwagę na perymetr obronny na centralnym Pacyfiku; po nalocie zanikł w sztabie opór przeciwko wcześniej już planowanej operacji, mającej na celu wydanie Amerykanom walnej bitwy w rejonie Midway (operacja ta zakończyła się klęską w bitwie pod Midway). Armia japońska podjęła również ofensywę w chińskich prowincjach Zhejiang i Jiangxi, by zająć lotniska w środkowych Chinach, na których lotnicy Doolittle’a zamierzali lądować. Ofensywa osiągnęła zamierzone cele, a w kampanii – według chińskich szacunków mogło zginąć nawet 250 tysięcy chińskich żołnierzy i cywilów; wielu z nich stało się ofiarami zbrodni wojennych. Zniszczenie lotnisk i wielkie straty negatywnie wpłynęły na stan armii chińskiej. Armia cesarska zaczęła też prace nad balonami zdolnymi do przeniesienia bomb zapalających i odłamkowych z Japonii do kontynentalnych stanów USA. Zastanawiano się też nad zastosowaniem dla tego celu bomb burzących, ale okazały się zbyt ciężkie.

### Bombardowanie Wysp Kurylskich
Następnym atakiem na Wyspy Japońskie po rajdzie Doolittle’a był nalot na Kuryle w połowie roku 1943. Odzyskanie wyspy Attu w maju 1943 roku, podczas kampanii aleuckiej, pozwoliło USAAF uruchomić bazę, z której można było zaatakować Wyspy Kurylskie. W ramach przygotowań do odbicia wyspy Kiska samoloty Eleventh Air Force przeprowadziły serię rajdów na Kuryle, by unieszkodliwić stacjonujące tam japońskie siły powietrzne. Pierwszego ataku dokonano 10 lipca. Osiem B-25 zbombardowało południową wyspę Szumszu i północną Paramuszyr. 18 lipca atak ponowiło sześć ciężkich bombowców B-24, a 15 sierpnia Kiska została oswobodzona bez oporu ze strony Japończyków.
Eleventh Air Force i US Navy kontynuowały serie niewielkich rajdów przeciw Wyspom Kurylskim do ostatnich miesięcy wojny. Ataki USAAF wstrzymano na okres pięciu miesięcy po 11 września 1943 roku, gdy stracono dziewięć z dwudziestu B-24 i B-25, ale rajdy łodzi latających PBY Catalina amerykańskiej marynarki trwały nieprzerwanie. W odpowiedzi na amerykańskie ataki japońska marynarka utworzyła w sierpniu 1943 roku Północno-Wschodnią Flotę Powietrzną, a w listopadzie tego roku liczba japońskich samolotów myśliwskich na Kurylach i Hokkaido wynosiła 260 maszyn. Eleventh Air Force ponownie podjęła ofensywę – po wzmocnieniu dwoma dywizjonami myśliwców eskortujących P-38 Lightning – w lutym 1944 roku i atakowała cele na Kurylach do czerwca 1945 roku. Wprawdzie rajdy te nie powodowały wielkich zniszczeń, zmusiły jednak Japończyków do przerzucenia na te północne wysepki znacznej liczby żołnierzy, którzy mieli przeciwstawić się potencjalnej inwazji.

## Operacja „Matterhorn”

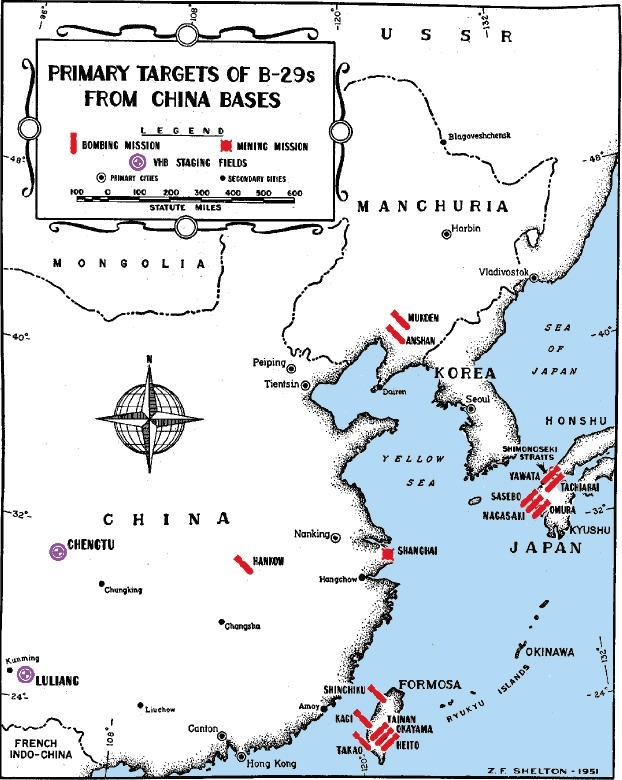
Rozmieszczenie baz B-29 w Chinach i główne cele ataków w ramach operacji Matterhorn

### Przygotowania
Pod koniec 1943 roku Kolegium Połączonych Szefów Sztabów zatwierdziło plan bombardowań strategicznych Wysp Japońskich i Azji Wschodniej z użyciem ciężkich bombowców Boeing B-29 Superfortress stacjonujących w Indiach, a startujących z wysuniętych lotnisk polowych w Chinach. Operacja „Matterhorn”, bo tak nazwano te działania, wymagała zbudowania w okolicach miasta Chengdu w Syczuanie długich pasów startowych, na których B-29 mogłyby lądować, by uzupełnić paliwo w drodze z baz w Bengalu nad cele w Japonii. Chennault, wówczas dowódca Fourteenth Air Force w Chinach, proponował budowę baz dla B-29 w pobliżu Guilin, skąd bliżej do Japonii, ale uznano, że to niebezpieczne miejsce, podatne na kontrataki. Budowa lotnisk pod Chengdu oznaczała jednak, że spośród macierzystych wysp Japonii tylko wyspa Kiusiu i niewielki obszar południowego Honsiu znajdą się w zasięgu B-29 (2600 kilometrów). Budowę rozpoczęto w styczniu 1944 roku, a w pracach brało udział około 300 tysięcy niewykwalifikowanych robotników chińskich z poboru i 75 tysięcy pracowników kontraktowych.
Odpowiedzialnością za prowadzenie operacji „Matterhorn” obarczono XX Bomber Command, a w grudniu 1943 roku rozpoczęto przerzucanie jego personelu naziemnego ze Stanów Zjednoczonych do Indii. W kwietniu 1944 roku utworzono Twentieth Air Force, mającą zarządzać wszystkimi operacjami B-29. Posunięciem bez precedensu było to, że osobiste dowództwo nad jednostką objął dowódca USAAF, generał Henry H. Arnold, urzędujący w Pentagonie. Główną siłę bojową XX Bomber Command stanowiło 58. Skrzydło Bombowe. Zostało ono przerzucone z Kansas do Indii partiami w okresie od kwietnia do połowy maja 1944 roku.
Japończycy, przewidując naloty ciężkich bombowców, na początku 1944 roku zaczęli przerzucać myśliwce z Chin i obszaru Pacyfiku na wyspy macierzyste. Ich wywiad odkrył, że w Chinach i Indiach buduje się wielkie bazy lotnicze, wobec czego wojskowi zaczęli przygotowywać plany zapobieżenia atakom, przede wszystkim z terytorium Chin. W okresie od marca do czerwca stacjonujące na Honsiu i Kiusiu brygady lotnicze sił powietrznych wojsk lądowych zostały powiększone do rozmiaru dywizji. Z końcem czerwca centrum obrony powietrznej Wysp Japońskich miało do dyspozycji 260 myśliwców, a w razie zagrożenia mogło liczyć na 500 dodatkowych. W największych miastach i bazach wojskowych zainstalowano dodatkowe baterie dział przeciwlotniczych i reflektorów. W maju centrum obrony powietrznej wzmocniono przez podporządkowanie mu jednostek wschodniego, centralnego i zachodniego okręgu wojskowego. W lipcu jednostki myśliwskie marynarki stacjonujące w Kure, Sasebo i Yokosuce również podporządkowano centrum obrony powietrznej, ale współpraca między dywizjonami armijnymi i znacznie mniej licznymi dywizjonami marynarki nie układała się dobrze. Mimo tych działań zaradczych japońska obrona była niewystarczająca, dysponowała bowiem nielicznymi samolotami i działami przeciwlotniczymi mogącymi efektywnie walczyć z bombowcami B-29, których wysokość przelotowa wynosiła 9100 metrów, a w dodatku liczba stacji radarowych zdolnych do wczesnego wykrywania nadlatujących formacji wroga była stosunkowo niewielka.

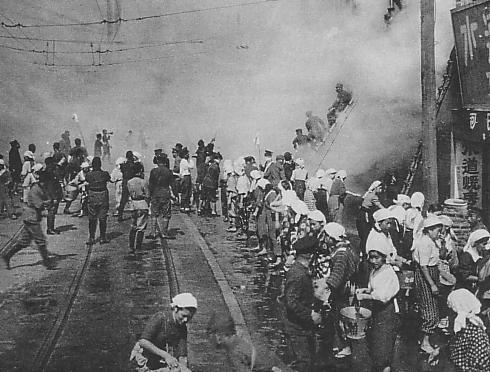
Cywile gaszący pożary po nalocie (1942)

W odpowiedzi na rajd Doolittle’a i wobec groźby dalszych ataków władze Japonii postawiły na wzmocnienie obrony cywilnej. Rząd zlecił budowę schronów przeciwlotniczych prefekturom. Jednakże wobec niedostatków stali zbrojeniowej i betonu, zbudowano ich bardzo mało. W październiku 1943 roku Ministerstwo Spraw Wewnętrznych poleciło gospodarstwom domowym w głównych miastach budowę własnych schronów, co skutkowało masowym kopaniem ziemianek i rowów, będących namiastką schronów. Zbudowano wprawdzie pewną ilość nowoczesnych schronów, ale z przeznaczeniem na centra obrony przeciwlotniczej i kluczowe centrale telefoniczne. W rezultacie dostęp do prawdziwych schronów przeciwlotniczych miało mniej niż 2% ludności cywilnej; radzono sobie z tym wykorzystując podczas nalotów B-29 tunele i naturalne jaskinie. Ministerstwo zatrudniło więcej strażaków, ale byli to w dalszym ciągu ochotnicy bez właściwego wyszkolenia i wyposażenia. Cywile również przechodzili szkolenia przeciwpożarowe i byli zachęcani do składania „przyrzeczenia przeciwlotniczego”, że będą spieszyć na ratunek poszkodowanym w wyniku ataku bombami zapalającymi czy burzącymi.
Od jesieni 1943 roku rząd japoński podejmował dalsze kroki, by przygotować kraj, a szczególnie największe miasta, na uderzenia z powietrza. NDO przyjęło w listopadzie kontrowersyjny plan wyburzeń znacznej liczby domów mieszkalnych w głównych miastach, celem stworzenia zapór ogniowych. Do końca wojny zniszczono w ten sposób 614 000 domostw, tj. jedną piątą wszystkich budynków zniszczonych w czasie wojny, co spowodowało, że 3,5 miliona obywateli zostało pozbawionych dachu nad głową. Rząd nakłaniał również ludzi starszych, kobiety i dzieci z miast, które mogłyby stać się celem ataków, do ewakuacji, przy czym przygotowano szczegółowy plan tej ewakuacji. Do sierpnia 1944 roku ewakuowano 330 tysięcy uczniów w zorganizowanych grupach, zaś dalsze 459 tysięcy wyjechało z miast z rodzicami. Znacznie mniej zrobiono dla zabezpieczenia fabryk, które były najbardziej narażone na ataki, ale w sensie logistycznym było to znacznie trudniejsze.

### Ataki z Chin
XX Bomber Command rozpoczęło naloty na Japonię w połowie czerwca 1944 roku. Pierwszy rajd odbył się w nocy z 15 na 16 czerwca. Siedemdziesiąt pięć bombowców B-29 zaatakowało stalownie w Yawacie w południowym Honsiu. Atak nie spowodował wielkich zniszczeń i skończył się zestrzeleniem siedmiu B-29, ale został entuzjastycznie przyjęty w Stanach Zjednoczonych, a japońskim cywilom pokazał, że wojna nie przebiega po ich myśli. Po ataku na Yawatę zaczęto rozbudowywać obronę powietrzną wysp macierzystych, wskutek czego w październiku trzy dywizje obrony powietrznej dysponowały 375 samolotami. Liczba ta nie uległa zmianie aż do marca 1945 roku, kiedy rozpoczęła się „ofensywa ogniowa” USAAF i trzeba było poważnie wzmocnić obronę powietrzną Wysp Japońskich. Tymczasem w sierpniu 1944 roku Arnold zwolnił dowódcę XX Bomber Command, Kennetha Wolfe’a, zastępując go generałem majorem Curtisem LeMayem, weteranem wsławionej bombardowaniami Niemiec Eighth Air Force.

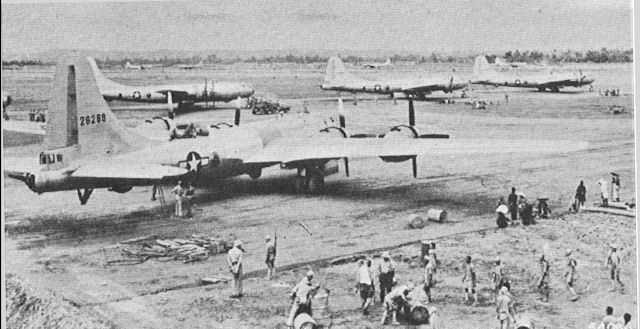
Przygotowania do rajdu na Yawatę w czerwcu 1944

Kolejne naloty bombowców B-29 z baz w Chinach w zasadzie nie osiągnęły zakładanych celów. Drugi rajd nastąpił 7 lipca – zaatakowano wówczas porty Kure i Tobata (zniszczenia były niewielkie). W nocy z 10 na 11 sierpnia dwadzieścia cztery B-29 Superfortress zbombardowały z kolei Nagasaki. Kolejny nieudany nalot przeprowadzono 20 sierpnia na Yawatę; bombowce B-29 zostały przechwycone przez ponad sto myśliwców. Dwanaście z sześćdziesięciu jeden B-29 zostało zestrzelonych, w tym jeden staranowany w ataku samobójczym. Propaganda japońska twierdziła, że zestrzelono wówczas sto bombowców, a wrak jednego B-29 wystawiono w Tokio. Osiągi XX Bomber Command poprawiły się, gdy LeMay w sierpniu i wrześniu zorganizował program szkoleń i poprawił organizację jednostek obsługi naziemnej bombowców. 25 października nalot na miasto Ōmura doprowadził do zniszczenia tamtejszej fabryki samolotów, chociaż następny – 11 listopada – skończył się fiaskiem. Sześćdziesiąt dziewięć B-29 zaatakowało miasto ponownie 21 listopada, a siedemnaście bombowców – 19 grudnia. 6 stycznia 1945 roku XX Bomber Command przeprowadziło dziewiątą i ostatnią akcję przeciw Japonii; dwadzieścia osiem B-29 raz jeszcze zbombardowało Ōmurę. Naloty nie ograniczały się wyłącznie do Japonii; w tym samym czasie z baz w Chinach przeprowadzano liczne ataki na cele w Mandżurii, Chinach i na Formozie, jak również na cele w Azji Południowo-Wschodniej z lotnisk w Indiach. Po ostatnim rajdzie na Singapur (29 marca 1945) samoloty XX Bomber Command zostały przerzucone z Indii na Mariany.
Operacja „Matterhorn” była przedsięwzięciem ogólnie nieudanym. Efektem dziewięciu nalotów na Japonię z baz w Chinach było jedynie zniszczenie fabryki samolotów w Ōmurze. XX Bomber Command straciło we wszystkich akcjach przeprowadzanych z Indii i Chin sto dwadzieścia pięć B-29, z czego zaledwie dwadzieścia dwa lub dwadzieścia dziewięć zostało zestrzelonych przez Japończyków; większość utracono w wypadkach lotniczych. Naloty nie miały większego wpływu na morale cywilnych mieszkańców Japonii, zmusiły natomiast wojskowych japońskich do wzmocnienia obrony powietrznej wysp macierzystych kosztem innych teatrów działań. Rezultaty nie usprawiedliwiały jednak ogromu sił i środków, który alianci włożyli w operację. Co więcej, skierowanie części samolotów zaopatrzeniowych na kierunek chiński dla wsparcia wysiłków XX Bomber Command uniemożliwiło prowadzenie skuteczniejszych działań przeciwko japońskim siłom i żegludze w innych miejscach. Historycy uważają, że trudności z dostarczaniem dostatecznego zaopatrzenia dla baz USAAF w Indiach i Chinach legły u podstaw niepowodzenia operacji „Matterhorn”, choć przeszkodą były również problemy techniczne B-29 i brak doświadczonych załóg. Zmienna pogoda nad Japonią także była czynnikiem zmniejszającym skuteczność B-29; często załogi, które zdołały dotrzeć nad cele, nie mogły bombardować precyzyjnie z powodu silnych wiatrów lub zachmurzenia.

## Loty z Marianów i japoński odwet
Jednostki marines i wojsk lądowych zdobyły w okresie od czerwca do sierpnia 1944 roku trzy największe wyspy archipelagu Marianów. Następnie jednostki inżynieryjne USAAF i US Navy zbudowały tam sześć lotnisk zdolnych pomieścić setki bombowców. Z baz tych, z łatwością zaopatrywanych drogą morską, można było prowadzić naloty na Wyspy Japońskie znacznie wydajniej niż z Chin, tym bardziej że były położone 2400 kilometrów na południe od Tokio, co pozwalało B-29 atakować większość celów w Japonii i wrócić bez konieczności uzupełniania paliwa. Lotniska na Saipanie były w czasie budowy kilkakrotnie bombardowane przez samoloty japońskie.

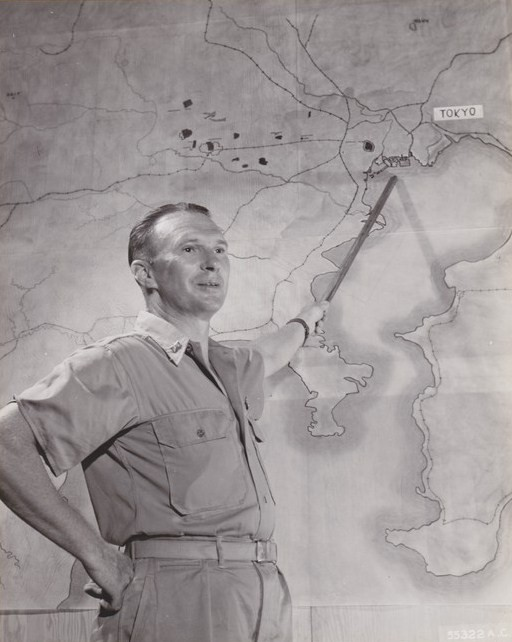
Generał Hansell podczas przygotowań do ataków na Tokio (listopad 1944)

Pierwsze samoloty XXI Bomber Command ze składu Twentieth Air Force lądowały na Marianach 12 października 1944 roku. Dowódcą formacji był generał brygady Haywood Hansell, doświadczony oficer Eighth Air Force, prowadzącej operacje przeciw Trzeciej Rzeszy. Przed pierwszym atakiem na cele w Japonii B-29 z XXI Bomber Command odbyły w październiku i listopadzie sześć lotów ćwiczebnych nad środkowym Pacyfikiem, atakując wyspy wciąż okupowane przez nieprzyjaciela. 1 listopada F-13 (odmiana B-29) z 3 Eskadry Rozpoznania Fotograficznego dokonał pierwszego od rajdu Doolittle’a przelotu nad Tokio. Kolejne loty F-13 odbyły się w początkach listopada, a ich zadanie polegało na zdobyciu informacji o zakładach przemysłu lotniczego i portach w rejonie Tokio–Yokosuka. F-13 były w stanie uniknąć ognia artylerii przeciwlotniczej i myśliwców starających się je przechwycić ze względu na swoją prędkość i wysokość lotu, dla Japończyków nieosiągalne.
Początkowo XXI Bomber Command skupiło się na atakowaniu japońskich fabryk samolotów. 24 listopada 1944 roku podjęto wyprawę bombową przeciw zakładom lotniczym Musashino na przedmieściach Tokio. Tylko dwadzieścia cztery ze 111 biorących udział w rajdzie B-29 zaatakowały cel główny; pozostałe zrzuciły bomby na instalacje portowe i przemysłowe na wybrzeżu. Samoloty amerykańskie zostały zaatakowane przez 125 myśliwców japońskich, ale tylko jeden B-29 został strącony. Atak ten spowodował pewne zniszczenia na terenie zakładów lotniczych i pogłębił nieufność japońskich cywilów do obrony przeciwlotniczej kraju. W odwecie wojska lądowe i marynarka wojenna podjęły serię nalotów na bazy B-29 na Marianach. Naloty te rozpoczęły się 27 listopada i trwały do stycznia 1945 roku; w ich wyniku zniszczeniu uległo jedenaście B-29, a dalsze czterdzieści trzy zostały uszkodzone, co kosztowało Japończyków trzydzieści siedem zestrzelonych samolotów. Równolegle, od listopada, japońska armia zaczęła wypuszczać balony z jednym ładunkiem odłamkowym i dwoma zapalającymi ku wybrzeżom Stanów Zjednoczonych. Akcja nie przyniosła większych zniszczeń i została zaniechana w marcu 1945 roku. Z wysłanych 9300 balonów tylko 285 zostało odnalezionych na terenie kontynentalnych USA, jedyne ofiary śmiertelne (nauczycielka i pięcioro dzieci w Oregonie) były zaś konsekwencją nieostrożnego obchodzenia się ze znaleziskiem.
Następne rajdy Amerykanów nie były już tak udane. XXI Bomber Command atakowało Tokio trzykrotnie w okresie od 27 listopada do 3 grudnia; celem dwóch nalotów były zakłady lotnicze Musashino, a trzeciego – dzielnica przemysłowa, na którą zrzucono wiązki bomb zapalających M-69, wprowadzonych na uzbrojenie w celu niszczenia obszarów zabudowanych. Zakłady lotnicze, zaatakowane 27 listopada i 3 grudnia, odniosły – z powodu silnego wiatru i zachmurzenia – jedynie powierzchowne szkody. Bomby zapalające zrzucone przez dwadzieścia dziewięć bombowców w nocy z 29 na 30 listopada spowodowały spalenie tak małego obszaru zabudowy, że dowództwo Twentieth Air Force uznało to za porażkę.

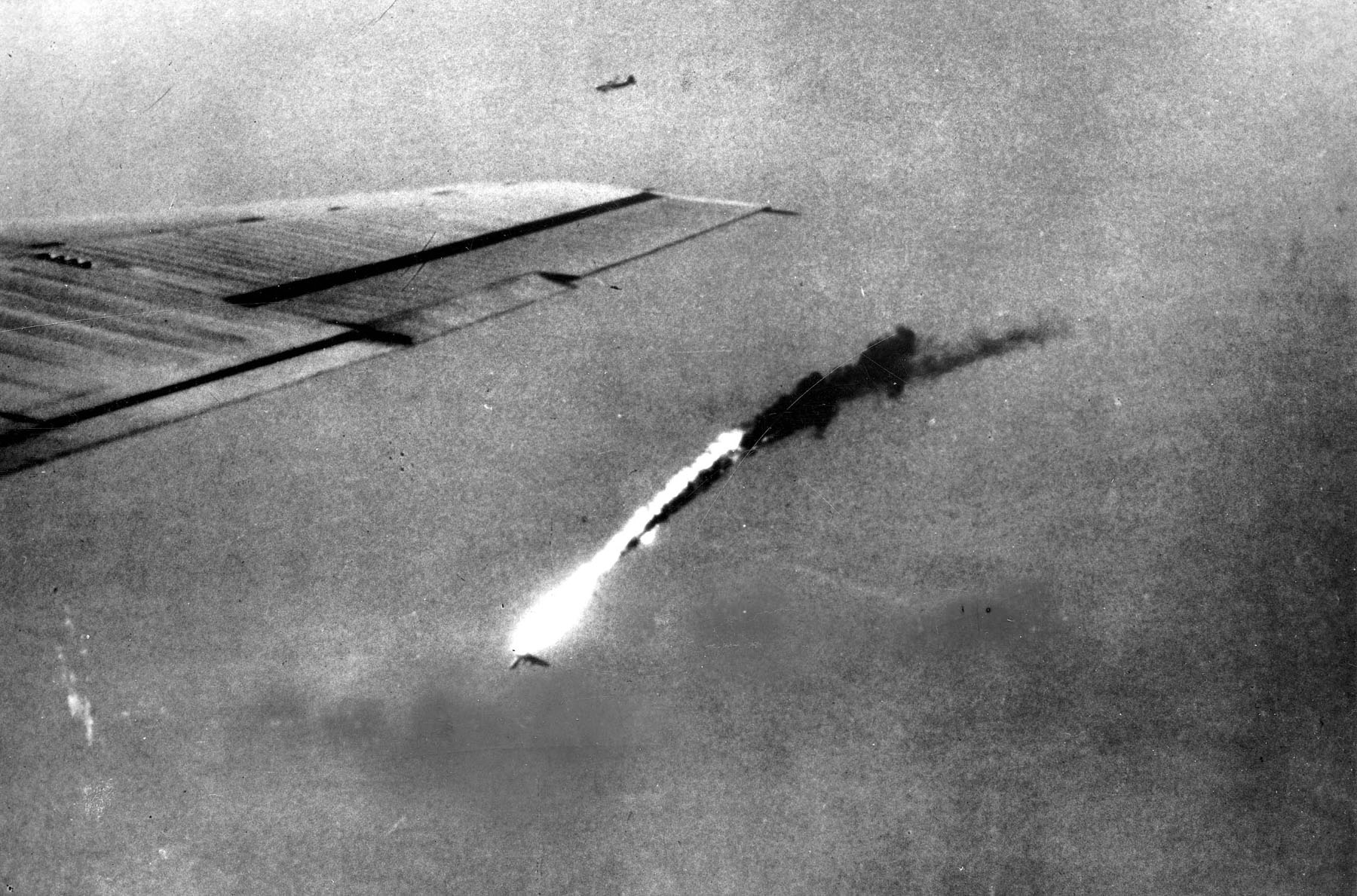
Zestrzelony nad Japonią bombowiec B-29 spada w płomieniach

Nagoja była celem czterech z pięciu rajdów XXI Bomber Command. Pierwsze dwa odbyły się nocami na 13 i 18 grudnia. Było to tak zwane bombardowanie precyzyjne; naloty miały doprowadzić do zniszczenia fabryk przemysłu lotniczego. 22 grudnia siedemdziesiąt osiem bombowców przeprowadziło bombardowanie precyzyjne innej fabryki samolotów, ale złe warunki pogodowe uchroniły obiekt od większych zniszczeń. 27 grudnia samoloty XXI Bomber Command dokonały kolejnego nalotu na zakłady lotnicze Musashino w Tokio, ale i tym razem nie dokonały żadnych zniszczeń. Ostatni rajd miało przeprowadzić za dnia, z użyciem bomb zapalających M-69, około stu bombowców B-29 ze składu Twentieth Air Force. Nalot ten miał być sprawdzianem skuteczności nowych bomb w ataku na japońskie miasto. Hansell zaprotestował przeciw rozkazowi, uważał bowiem, że bombardowanie precyzyjne, które właśnie zaczęło przynosić efekty, zostanie zastąpione nalotami dywanowymi, a te uznał za nieproduktywne. Zgodził się jednak, gdy przekonano go, że ta operacja nie oznacza ogólnej zmiany taktyki. Wreszcie 3 stycznia 1945 roku dziewięćdziesiąt siedem B-29 wysłano na dywanowe bombardowanie Nagoi. Atak spowodował wzniecenie kilku pożarów, ale zostały one dość szybko opanowane.
Arnold nie był zadowolony z działań XXI Bomber Command i żądał natychmiastowej poprawy. Na dodatek przekonanie Hansella o wyższości bombardowań precyzyjnych przestało odpowiadać wizji dowództwa Twentieth Air Force, które chciało bardziej spektakularnych efektów przeprowadzanych ataków. W końcu grudnia 1944 roku Arnold postanowił odebrać Hansellowi dowództwo. Obserwując poczynania LeMaya, który potrafił poprawić osiągi XX Bomber Command, Arnold doszedł do wniosku, że LeMay może rozwiązać problemy XXI Bomber Command i powołał go na miejsce Hansella. Hansella powiadomiono o decyzji Arnolda 6 stycznia, ale pełnił on funkcję do połowy miesiąca. W tym okresie XXI Bomber Command przeprowadziło (9 i 14 stycznia) dwa nieudane bombardowania precyzyjne zakładów lotniczych Musashino i fabryki Mitsubishi w Nagoi. Ostatni atak, zaplanowany i przeprowadzony przez Hansella 19 stycznia, zakończył się wreszcie powodzeniem: siedemdziesiąt siedem bombowców B-29 poważnie uszkodziło zakłady lotnicze Kawasaki pod Akashi. Podczas trzech pierwszych miesięcy operacji XXI Bomber Command traciła podczas każdego nalotu średnio 4,1% wysłanych samolotów.
W końcu stycznia 1945 roku (a więc z opóźnieniem) cesarska kwatera główna przyjęła cywilne plany przeciwdziałania amerykańskim nalotom. Plany te zakładały przejęcie odpowiedzialności za zwalczanie ognisk pożarów przez władze lokalne i grupy obywateli w sytuacji, gdy zawodowych strażaków mogłoby nie wystarczyć. Cywile mieli również dbać o zaciemnienie wsi, osad i miast codziennie po godzinie 22. Japońskie posterunki na wyspach Bonin były zwykle zdolne ostrzec o amerykańskim nalocie z godzinnym wyprzedzeniem i wtedy też zaczynały ogłaszać alarm syreny w miastach narażonych na bombardowanie.
Pierwsze ataki przeprowadzane pod dowództwem LeMaya również nie przyniosły nadzwyczajnych rezultatów. Między 23 stycznia i 19 lutego samoloty XXI Bomber Command odbyły sześć mało efektywnych lotów bojowych, ale nalot na Kobe 4 lutego spowodował poważne zniszczenia w mieście i jego ważniejszych fabrykach. Ponadto z polecenia LeMaya usprawniono obsługę naziemną, co zmniejszyło liczbę bombowców zmuszonych do powrotu do baz z przyczyn technicznych. Straty XXI Bomber Command w tych operacjach wyniosły 5,1% sił. W okresie od 19 lutego do 3 marca jednostka dokonała serii precyzyjnych bombardowań zakładów przemysłu lotniczego, co zmusiło japońskie jednostki myśliwskie do pozostania na miejscu, uniemożliwiając im udział w walkach o Iwo Jimę. Z drugiej strony jednak, ze względu na silny wiatr i gęstą pokrywę chmur, naloty te były mało skuteczne. Natomiast rajd ogniowy na Tokio, który przeprowadziły 172 bombowce B-29 w nocy 25 lutego i w którego wyniku spłonęły prawie trzy kilometry kwadratowe zabudowy, uznano w dowództwie za sukces. Atak ten był przeprowadzoną na szeroką skalę próbą skuteczności bombardowania ogniowego.
Kilka czynników tłumaczy kiepskie rezultaty precyzyjnych nalotów w wykonaniu samolotów XXI Bomber Command. Najważniejszym była pogoda; lotnicy amerykańscy zwykle napotykali chmury i silny wiatr, które znacznie utrudniały precyzyjne bombardowanie, a nawet odnajdowanie celów. Dodatkowo zdążające z Marianów ku Japonii bombowce musiały często pokonywać fronty atmosferyczne, w których formacja była rozpraszana, a nawigacja stawała się problemem. Mała skuteczność XXI Bomber Command wynikała też z niedostatecznie efektywnej obsługi naziemnej i z zatłoczenia lotnisk – te czynniki ograniczały liczbę samolotów mogących wziąć udział w nalotach i komplikowały operacje startów i lądowań bombowców, zwłaszcza gdy wracały uszkodzone. Do marca 1945 roku dowódców USAAF bardzo poważnie niepokoiły niepowodzenia kampanii prowadzonych z Chin i Marianów; zastanawiali się, czy dotychczasowe rezultaty usprawiedliwiają wysoki koszt programu B-29 i czy nie zagrażają ich zamiarom zademonstrowania skuteczności lotnictwa jako niezależnego ramienia sił zbrojnych.

## Bombardowanie ogniowe

### Zmiana taktyki LeMaya
Planiści USAAF zaczęli rozważać możliwość prowadzenia masowych ataków na miasta japońskie z użyciem bomb zapalających w roku 1943. Główne zakłady przemysłowe Japonii były podatne na takie ataki, większość z nich była bowiem skoncentrowana w kilku dużych miastach, a znaczny odsetek produkcji odbywał się w niewielkich fabryczkach i przydomowych warsztatach na obszarach zurbanizowanych. Amerykańscy planiści obliczali, że ataki ogniowe przeciw sześciu największym miastom mogą spowodować fizyczne zniszczenie blisko 40 procent zabudowy przemysłowej. Z ich obliczeń wynikało również, że w wyniku tych ataków śmierć poniesie ponad 500 tysięcy ludzi, około 7,75 miliona zostanie pozbawionych dachu nad głową, a co najmniej 3,5 miliona zostanie zmuszonych do ewakuacji. Specjaliści z bazy USAAF Eglin przetestowali skuteczność działania bomb zapalających w „wiosce japońskiej” zbudowanej na terenach Dugway Proving Ground. Amerykańscy wojskowi próbowali również wprowadzić do użycia „bomby nietoperzowe”, w których zrzucać miano na Japonię miliony nietoperzy z doczepionymi minibombami zapalającymi, ale projekt ten zarzucono w 1944 roku.
W świetle kiepskich rezultatów bombardowań precyzyjnych i wobec powodzenia rajdu na Tokio w nocy na 25 lutego LeMay postanowił rozpocząć w marcu kampanię z użyciem bomb zapalających. Było to zgodne z dyrektywą Arnolda, który upewniał XXI Bomber Command, że obszary zurbanizowane miały być drugim co do ważności celem ataków po zakładach przemysłu lotniczego. Dyrektywa instruowała także, iż ofensywę ogniową należy podjąć, gdy tylko bomby zapalające M-69 zostaną sprawdzone w walce, a liczba samolotów B-29 będzie wystarczająca do tak intensywnej kampanii. LeMay nie potrzebował osobnej zgody Arnolda przed rozpoczęciem ofensywy ogniowej, szukał natomiast sposobu uchronienia dowódcy USAAF przed falą krytyki, gdyby ataki zakończyły się niepowodzeniem. Szef sztabu Twentieth Air Force, generał brygady Lauris Norstad, został poinformowany o planie zmiany taktyki i zapewnił swe wsparcie. By zmaksymalizować efektywność ataków z użyciem bomb zapalających, LeMay rozkazał pilotom B-29 nadlatywać nad cele na małej wysokości (1500 metrów) i bombardować nocami; była to poważna zmiana w standardowej taktyce XXI Bomber Command, która dotąd opierała się na dziennych bombardowaniach z dużej wysokości. Jako że Japończykom brakowało myśliwców nocnych, a baterie artylerii przeciwlotniczej były w nocy mniej skuteczne, LeMay nakazał również usunięcie z B-29 większości uzbrojenia obronnego; tym sposobem zredukowano ciężar samolotów i zwiększono udźwig bomb. Zmiany te nie podobały się załogom samolotów XXI Bomber Command, które były przekonane, że znacznie bezpieczniej jest latać wysoko dobrze uzbrojonymi bombowcami.

### Marcowa ofensywa ogniowa

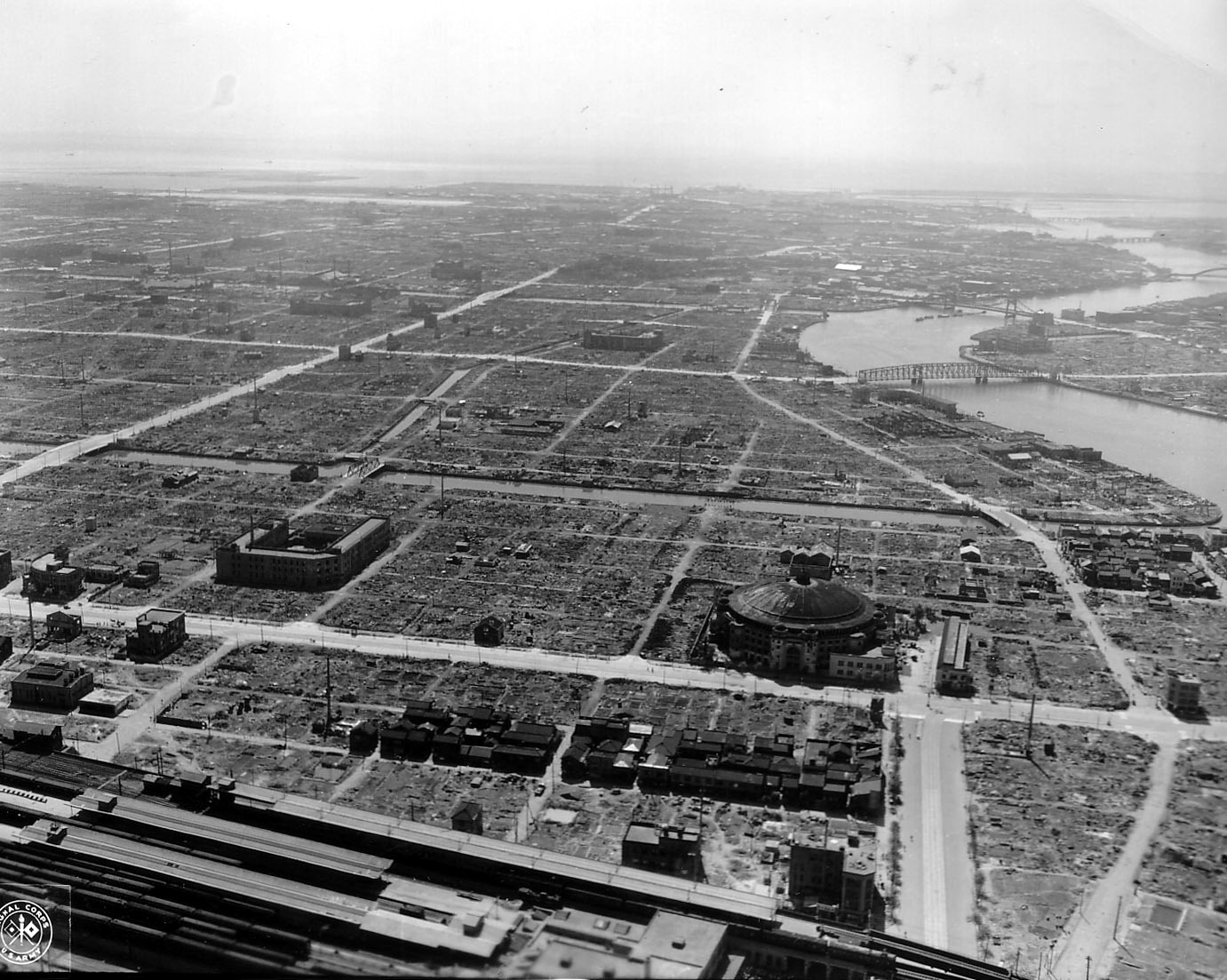
Zdjęcie lotnicze Tokio po zakończeniu działań

Pierwszy atak ogniowy tej kampanii – nazwa kodowa: operacja „Meetinghouse” – przeprowadzono przeciw Tokio w nocy z 9 na 10 marca. Był to z pewnością najbardziej niszczycielski konwencjonalny nalot tej wojny. XXI Bomber Command wytężyło wszystkie siły i po południu 9 marca lotniska na Marianach opuściło – kierując się w stronę Tokio – 346 bombowców B-29. Zaczęły nadlatywać nad miasto 10 marca o godzinie 2.00 czasu wyspy Guam; ostatecznie 279 bombowców zrzuciło 1665 ton bomb, czyli po sześć ton – 1520 bomb każdy. Rajd wywołał burzę ogniową, której nie była w stanie przeciwstawić się obrona cywilna, a zniszczeniu uległo 41 kilometrów kwadratowych zabudowy, czyli 7 procent obszaru zurbanizowanego. Policja tokijska i straż pożarna szacowały, że śmierć na skutek nalotu poniosły 83 793 osoby, 40 918 odniosło rany i obrażenia, a ponad milion straciło dach nad głową; powojenne dane na temat liczby zabitych w czasie tego rajdu wahają się w granicach 80–100 tysięcy. Równie znaczące straty odnotowały tokijskie zakłady przemysłowe. Japońska odpowiedź była stosunkowo słaba; czternaście B-29 zostało utraconych (zarówno w wyniku działań japońskich myśliwców, jak i z przyczyn technicznych), a czterdzieści dwa odniosły uszkodzenia od ognia artylerii przeciwlotniczej. Władze japońskie zdecydowały się po tym nalocie ewakuować z Tokio i innych wielkich miast wszystkie dzieci w wieku szkolnym; w początkach kwietnia wywieziono na prowincję aż 87 procent z nich. Japońska machina propagandowa minimalizowała skutki nalotu. Gazeta Asahi z 11 marca pod nagłówkiem „130 B-29 bombardowało na oślep Cesarskie Miasto” informowała:

Wojskowi, przedstawiciele władz i zwykli ludzie wspólnie zmagają się z zuchwałym nieprzyjacielskim nalotem na oślep. Taki atak nie zatrzyma naszej tężyzny wojennej gotującej się na ostatnią bitwę w Ojczyźnie. Raczej wzmocni naszego bojowego ducha i nasze pragnienie zniszczenia nieprzyjaciela

Po rajdzie na Tokio XXI Bomber Command rozpoczęło podobne naloty na inne większe miasta. 11 marca 310 bombowców skierowano na Nagoję. Bombardowaniem objęto znacznie większy teren niż w przypadku nalotu na Tokio, więc skutki nie były tak widoczne. Niemniej jednak spłonęło 5,3 kilometra kwadratowego zabudowy, a żaden samolot amerykański nie został zestrzelony przez Japończyków. W nocy z 13 na 14 marca 274 B-29 zbombardowały Osakę, niszcząc 21 kilometrów kwadratowych powierzchni miejskiej kosztem dwóch samolotów. Celem następnego nalotu ogniowego było Kobe, zaatakowane przez 331 B-29 w nocy z 16 na 17 marca. Burza ogniowa spaliła do cna 18 kilometrów kwadratowych miasta (czyli połowę zabudowy), zabijając 8 tysięcy osób i pozbawiając dachu nad głową 650 tysięcy. Amerykanie stracili trzy B-29. Nagoja została zaatakowana ponownie w nocy z 18 na 19 marca, w rezultacie zniszczeniu uległo 7,6 kilometra kwadratowego zabudowy miejskiej. Tylko jeden B-29 zestrzelono w czasie nalotu, a gdy runął do morza, wszystkich członków załogi zdołano uratować. Ten rajd stanowił zakończenie pierwszej ofensywy ogniowej; XXI Bomber Command wyczerpało zapasy bomb zapalających. Następną większą operacją było nieudane bombardowanie precyzyjne fabryki silników lotniczych Mitsubishi w nocy z 23 na 24 marca; pięć z 251 biorących w nalocie samolotów zostało zestrzelonych. W marcu zaczęto także wykorzystywać bombowce B-29 do zrzucania ulotek propagandowych nad Japonią. Ulotki wzywały cywilnych mieszkańców Japonii do obalenia rządu, nim dojdzie do całkowitego wyniszczenia kraju.
Dowództwo USAAF uznało, że ofensywa ogniowa jest wyjątkowo udana, i odnotowało, że straty amerykańskie w czasie tych nalotów były znacznie niższe niż podczas dziennych bombardowań precyzyjnych. Równocześnie Połączona Grupa Celowa (Joint Target Group, JTG), powstała w Waszyngtonie organizacja odpowiedzialna za opracowywanie strategii kampanii powietrznej przeciw Japonii, wypracowała plan „kampanii dwustopniowej” przeciwko dwudziestu dwu miastom Japonii. JTG zalecała jednocześnie, by równolegle z nalotami dywanowymi kontynuować bombardowania precyzyjne szczególnie ważnych zakładów przemysłowych. Wprawdzie kampanię powietrzną prowadzono jako fazę przygotowawczą przed planowaną aliancką inwazją Wysp Japońskich, lecz LeMay i niektórzy oficerowie ze sztabu Arnolda wierzyli, że działanie lotnictwa będzie wystarczające, by zmusić Japonię do kapitulacji.
Japońskie władze były poważnie zaniepokojone wynikami marcowej ofensywy ogniowej, rajdy te demonstrowały bowiem niezdolność rodzimych sił zbrojnych do obrony przestrzeni powietrznej. Obok szerokich zniszczeń w miastach w sensie fizycznym ataki powodowały także wzrost liczby cywilów, którzy z obawy przed bombardowaniami uchylali się od pracy w fabrykach. Obrona powietrzna została wzmocniona, ale nadal była niewystarczająca; w kwietniu do akcji obronnych nad Wyspami mogło startować 450 samolotów myśliwskich.

### Niszczenie wielkich miast Japonii

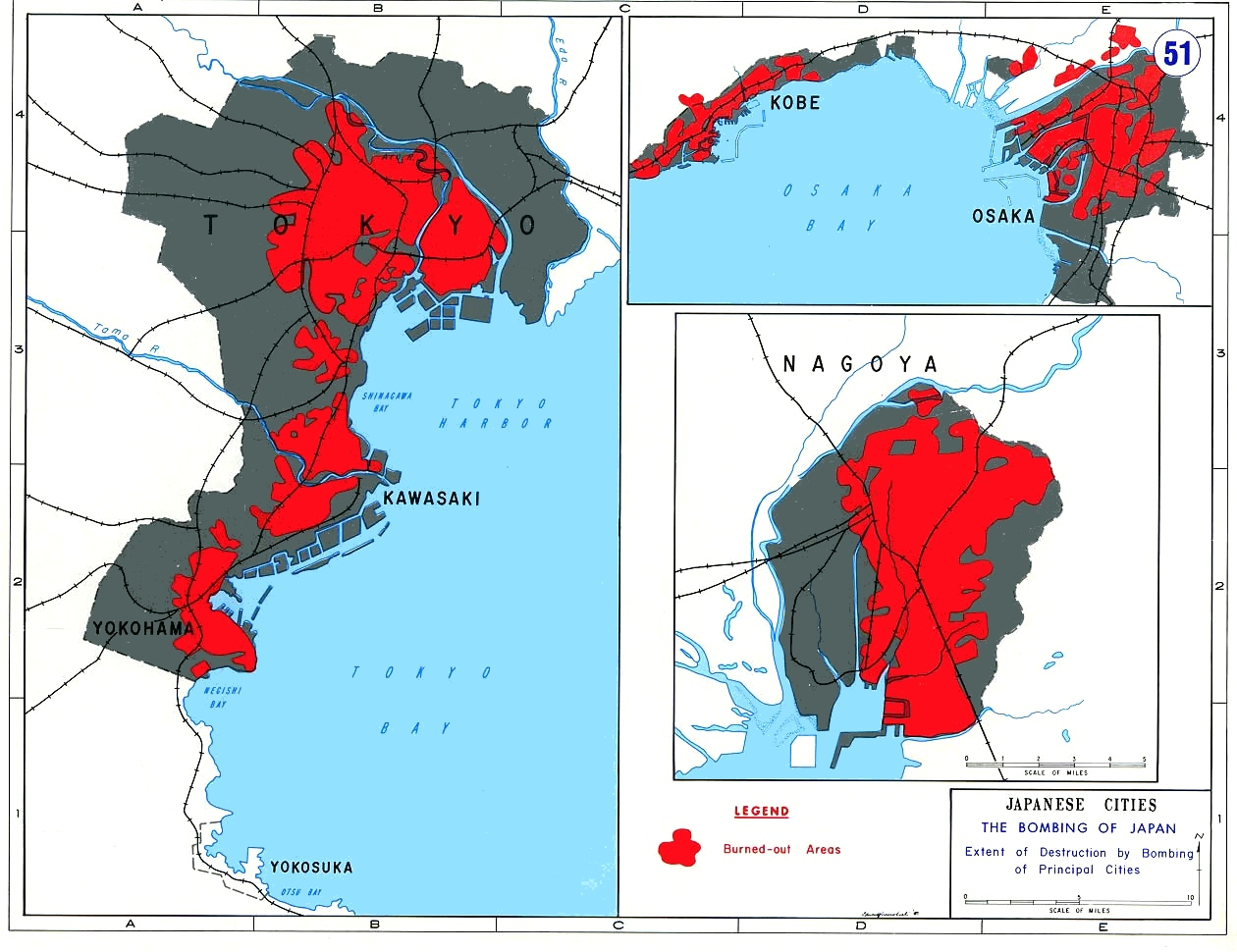
Zniszczone dzielnice głównych miast japońskich

Rozpoczęcie głównej ofensywy ogniowej uległo opóźnieniu, od końca marca do połowy maja 1945 roku samoloty XXI Bomber Command były bowiem wykorzystywane do ataków na lotniska w południowej Japonii; działania te miały wesprzeć okręty i oddziały biorące udział w inwazji Okinawy, wyspy leżącej na południe od wysp macierzystych. Przed lądowaniem sił inwazyjnych, co nastąpiło 1 kwietnia, bombowce B-29 zbombardowały 27 marca lotniska na Kiusiu w Ōicie i Tachiarai, jak również zakłady lotnicze w Ōmurze, po czym 31 marca ponownie uderzyły na Ōitę i Tachiarai. W czasie tych nalotów nie został zestrzelony żaden B-29. Od 6 kwietnia Japończycy prowadzili nasilone ataki kamikaze na okręty alianckiej floty inwazyjnej. W ich trakcie piloci samobójcy zatopili lub uszkodzili wiele okrętów wojennych i transportowych. W ramach alianckiej odpowiedzi na te ataki XXI Bomber Command przeprowadziło w okresie pomiędzy 8 a 16 kwietnia kilka ataków na lotniska na Kiusiu, aczkolwiek pierwszy z nich – ze względu na to, że lotniska były okryte warstwą chmur – przekierowano na teren zurbanizowany miasta Kagoshima. Od 17 kwietnia do 11 maja, gdy wreszcie B-29 mogły podjąć inne zadania, około trzech czwartych wysiłków XXI Bomber Command było skierowane na lotniska japońskie i inne cele związane z bitwą o Okinawę; w tym czasie przeprowadzono 2104 lotów bojowych przeciwko siedemnastu lotniskom. Te rajdy przeprowadzono kosztem straty dwudziestu czterech B-29 zestrzelonych i 233 uszkodzonych, przy czym nie udało się całkowicie wyeliminować ataków kamikaze z atakowanych lotnisk.
W czasie walk na Okinawie nie prowadzono wielu nalotów na japońskie miasta. 1 kwietnia 121 B-29 dokonało nocnego bombardowania precyzyjnego fabryki silników Nakajima w Tokio. Trzy identyczne rajdy odbyły się 3 kwietnia, celami były fabryki silników w Shizuoce, Koizumi i Tachikawie. Jako że samoloty XXI Bomber Command nie miały specjalnego sprzętu koniecznego do precyzyjnego namierzania celów nocą, LeMay postanowił zrezygnować z tego typu operacji. 4 kwietnia niewielkie formacje B-29 zaatakowały Tokio i pobliskie Kawasaki. Wreszcie 7 kwietnia przeprowadzono zakończone powodzeniem dwa wielkie bombardowania precyzyjne fabryk w Tokio i Nagoi; ten nalot na Tokio był pierwszym rajdem, podczas którego bombowcom towarzyszyła osłona myśliwców dalekiego zasięgu P-51 Mustang ze stacjonującego na Iwo Jimie VII Fighter Command. Amerykańscy piloci zameldowali zestrzelenie stu jeden samolotów japońskich przy stracie dwóch P-51 i siedmiu B-29. 12 kwietnia ponad 250 B-29 zbombardowało trzy różne fabryki przemysłu lotniczego; podczas tej operacji samoloty amerykańskie dokonały ciężkich zniszczeń w zakładach lotniczych Musashino i odparły ataki 185 myśliwców japońskich bez strat własnych. 13 kwietnia LeMay podjął ponownie nocną ofensywę ogniową; 327 B-29 zaatakowało tokijską dzielnicę magazynów uzbrojenia i zniszczyło 30 kilometrów kwadratowych miasta, w tym kilka fabryk broni. Dwa dni później 303 B-29 zbombardowały okolice stolicy i zniszczyły szesnaście kilometrów kwadratowych zabudowy Tokio, 9,3 kilometra kwadratowego Kawasaki oraz 3,9 kilometra kwadratowego Jokohamy za cenę dwunastu maszyn. 24 kwietnia zniszczona została fabryka silników lotniczych Tachikawa w Yamato w pobliżu Tokio; w nalocie wzięło udział 131 B-29. Atak na magazyny lotnicze w Tachikawie, który miał się odbyć sześć dni później, odwołano z powodu gęstej pokrywy chmur; część ciężkich bombowców zmieniła więc kurs i zbombardowała miasto Hamamatsu. 5 maja 148 bombowców B-29 przeprowadziło kolejne bombardowanie precyzyjne. Celem były zakłady przemysłu lotniczego Hiro w Kure; zniszczenia były znów poważne. Pięć dni później B-29 dokonały nalotu na zbiorniki paliw w Iwakuni, Ōshimie i Toyamie. 11 maja niewielka grupa B-29 zniszczyła fabrykę elementów konstrukcyjnych płatowców w miejscowości Konan. XXI Bomber Command osiągnęło pełną gotowość bojową w kwietniu, kiedy to na Mariany dotarły 58. i 315. Skrzydło Bombowe; teraz dowództwo miało pod swymi rozkazami pięć skrzydeł wyposażonych łącznie w 1002 B-29; była to najsilniejsza jednostka lotnicza na świecie.

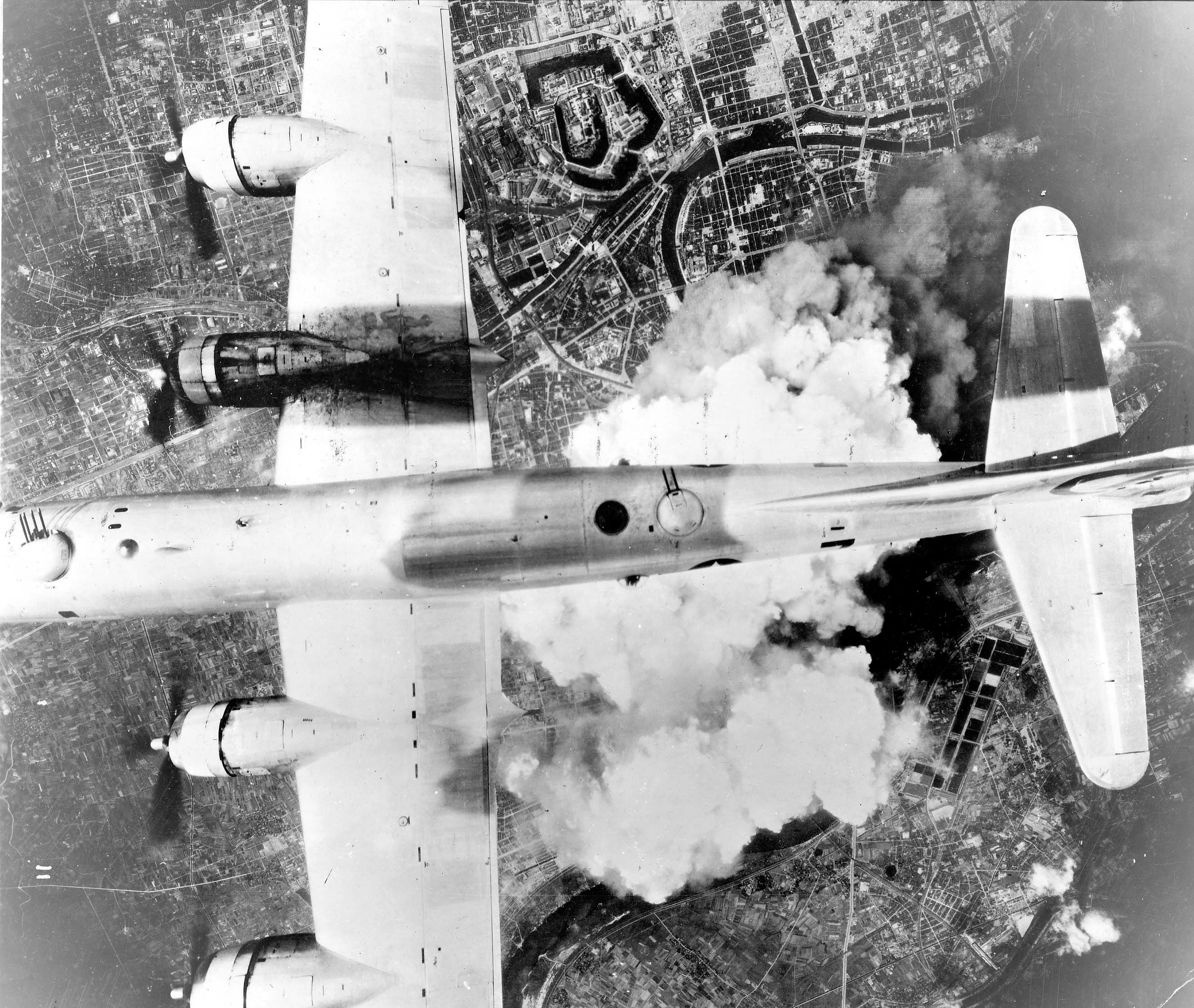
B-29 Superfortress nad Osaką 1 czerwca

Dopiero od połowy maja, po zwolnieniu z obowiązku wspierania inwazji na Okinawę, XXI Bomber Command podjęło intensywną ofensywę ogniową przeciw głównym miastom Japonii. 13 maja formacja 472 B-29 dokonała dziennego nalotu na Nagoję i zniszczyła 8,2 kilometra kwadratowego obszaru miejskiego. Japończycy zorganizowali silną obronę przeciwlotniczą, która zestrzeliła dwa B-29 i uszkodziła sześćdziesiąt cztery dalsze; osiem B-29 utracono z innych powodów. Amerykanie zgłosili zestrzelenie osiemnastu japońskich myśliwców na pewno i trzydziestu prawdopodobnie oraz uszkodzenie szesnastu. Nagoja została zaatakowana ponownie w nocy na 16 maja przez 457 B-29, a rezultatem było zniszczenie 9,9 kilometra kwadratowego miasta. Obrona japońska była w nocy dużo słabsza; trzy bombowce rozbiły się w trakcie nalotu z przyczyn technicznych. Oba naloty ogniowe na Nagoję spowodowały śmierć 3866 osób, a dalsze 472 701 utraciło domostwa. 19 maja 318 B-29 przeprowadziło nieudane bombardowanie precyzyjne zakładów lotniczych Tachikawa. Nocami 23 i 25 maja XXI Bomber Command przeprowadziło kolejną serię ataków ogniowych na Tokio. Podczas pierwszego rajdu 520 B-29 unicestwiło 14 kilometrów kwadratowych południowych dzielnic Tokio, co kosztowało Amerykanów stratę siedemnastu samolotów i uszkodzenie sześćdziesięciu dziewięciu. W drugim ataku uczestniczyły 502 B-29, które zniszczyły 44 kilometry kwadratowe śródmieścia, w tym siedziby kilku kluczowych instytucji rządowych i znaczną część kompleksu pałaców cesarskich, chociaż załogi bombowców instruowano podczas odpraw przed nalotem, aby nie bombardować pałacu, bo władzom amerykańskim zależy na oszczędzeniu życia cesarza Hirohito. W tym przypadku obrona japońska stanęła na wysokości zadania: dwadzieścia sześć bombowców B-29 zostało zestrzelonych, a sto doznało uszkodzeń. Pod koniec tej fali nalotów ponad połowa (50,8 procent) zabudowy Tokio uległa zniszczeniu, po czym miasto wykreślono z listy celów XXI Bomber Command. Ostatnim majowym rajdem był dzienny nalot ogniowy 29 maja na Jokohamę, w którym wzięło udział 517 B-29 eskortowanych przez 101 P-51. Formacja została przechwycona przez 150 myśliwców A6M Zero, wywiązała się zacięta walka powietrzna, której skutkiem było zestrzelenie pięciu B-29 i uszkodzenie aż 175. Piloci P-51 zgłosili dwadzieścia sześć pewnych zestrzeleń i dwadzieścia trzy prawdopodobne za cenę trzech maszyn. 454 B-29, które dotarły nad Jokohamę, zbombardowały centrum handlowe miasta, niszcząc 18 kilometrów kwadratowych zabudowy; zginęło ponad 1000 osób. Podsumowując: majowe ataki doprowadziły do zniszczenia 240 kilometrów kwadratowych zabudowy, co odpowiadało 1/7 obszarów zurbanizowanych Japonii. Minister spraw wewnętrznych Iwao Yamazaki stwierdził po tych nalotach, że przygotowanie obrony cywilnej „było bezowocne”.
Ofensywa ogniowa przeciw głównym miastom zakończyła się w czerwcu. Pierwszego dnia tego miesiąca 521 B-29, eskortowanych przez 148 P-51, wysłano do nalotu na Osakę. W drodze ku miastu Mustangi leciały w gęstych chmurach i dwadzieścia siedem z nich zostało zniszczonych w kolizjach. Mimo to 458 ciężkich bombowców i dwadzieścia siedem myśliwców dotarło nad miasto; skutkiem bombardowania była śmierć 3960 Japończyków i zniszczenie 8,2 kilometra kwadratowego zabudowy. 5 czerwca 473 ciężkie bombowce uderzyły w dziennym nalocie na Kobe i zniszczyły 11,3 kilometra kwadratowego zabudowy przy stracie jedenastu maszyn. Formacja 409 B-29 ponownie zaatakowała Osakę 7 czerwca; w wyniku nalotu spłonęło 5,7 kilometra kwadratowego budynków, amerykańskie samoloty wróciły bez strat. Po raz czwarty w tym miesiącu Osaka została zbombardowana 15 czerwca: 444 superfortece zniszczyły 4,9 kilometra kwadratowego miasta oraz 1,5 kilometra kwadratowego w pobliskim Amagasaki; w Osace spłonęło 300 000 domów. Z tym atakiem zakończyła się pierwsza faza ofensywy XXI Bomber Command przeciw japońskim miastom. W maju i czerwcu bombowce zniszczyły większość zabudowy sześciu głównych miast, zabiły od 112 000 do 126 762 ludzi, a miliony uczyniły bezdomnymi. Rozmiary zniszczeń i wysoka liczba ofiar wśród ludności przekonały wielu Japończyków, że siły zbrojne nie są dłużej w stanie bronić wysp macierzystych. Straty Amerykanów, wobec japońskich, były stosunkowo niewielkie: tylko 136 samolotów B-29 zostało strąconych. W Tokio, Osace, Nagoi, Jokohamie, Kobe i Kawasaki „126 762 osoby zginęły, półtora miliona domostw i ponad 270 kilometrów kwadratowych obszarów miejskich uległo zniszczeniu”. W Tokio, Osace i Nagoi „obszar zrównany z ziemią o niemal 260 kilometrów kwadratowych przekroczył obszary zniszczone we wszystkich miastach trzeciej Rzeszy podczas kombinowanych operacji amerykańskich i brytyjskich wojsk lotniczych (około 200 kilometrów kwadratowych)”.

## Ataki na mniejsze miasta

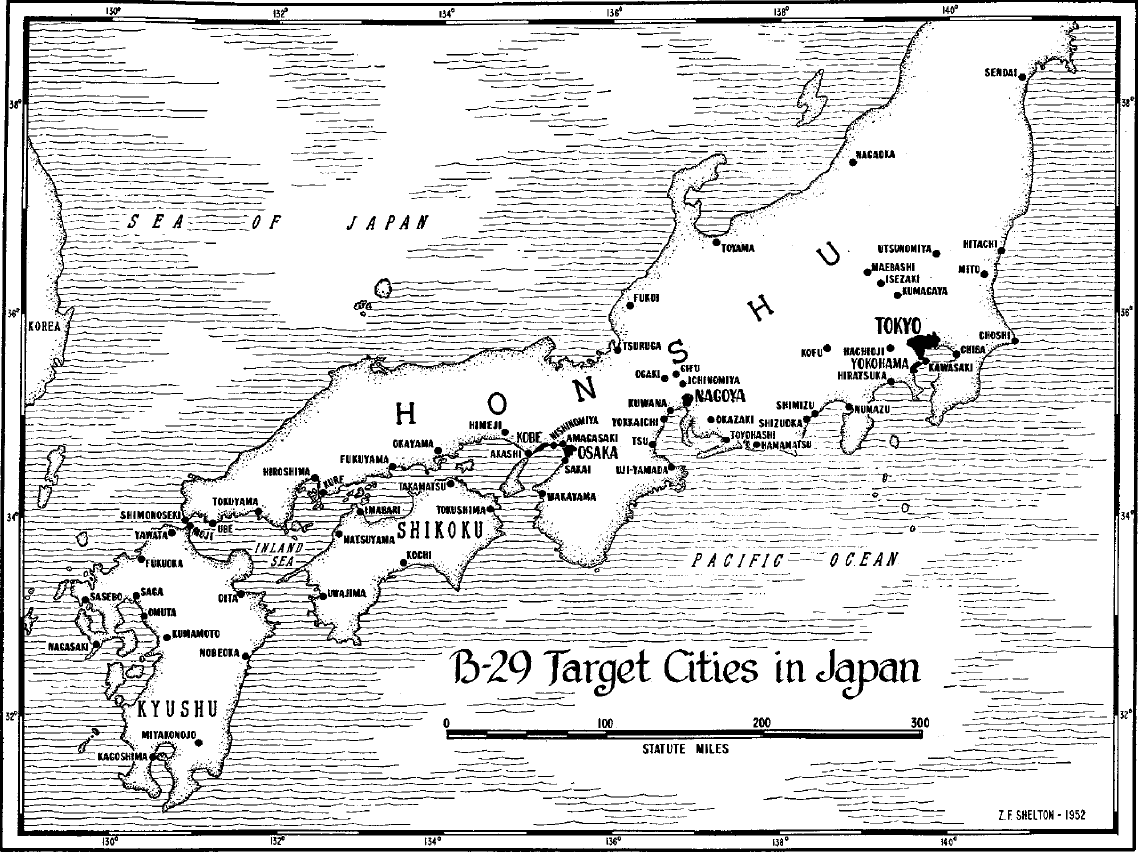
Japońskie miasta atakowane przez samoloty B-29 podczas II wojny światowej

W połowie czerwca Arnold odwiedził kwaterę główną LeMaya na Saipanie. Podczas tej wizyty zatwierdził plan XXI Bomber Command zakładający atakowanie dwudziestu pięciu stosunkowo mniejszych miast, o populacji od 62 280 do 323 000, przy jednoczesnym kontynuowaniu bombardowań precyzyjnych głównych celów. Decyzję tę podjęto mimo zaleceń zespołu United States Strategic Bombing Survey (USSBS); uznał on – po oszacowaniu skuteczności nalotów bombowych na Niemcy – że operacje przeciwko Japonii winny skupić się na jej sieci transportu i łączności oraz innych celach, których zniszczenie ograniczy przewozy towarów i zapasów żywności. Plan LeMaya zakładał bombardowanie precyzyjne ważnych celów przemysłowych w dni bezchmurne, zaś dywanowe uderzenia przy pomocy radarów naprowadzających nawet w dni i noce o pełnym zachmurzeniu. Jako że tym razem miasta i zakłady przemysłowe były stosunkowo małe, formacje B-29 mogły być w wyznaczonym do ataku dniu wysyłane przeciw kilku celom jednocześnie. Nowa zasada określania celów, której nadano miano planu „Empire”, była stosowana do ostatnich dni wojny.
W ramach „Empire” przeprowadzono pięć większych bombardowań precyzyjnych. 9 czerwca dwie formacje B-29 zbombardowały fabrykę w Narao, kolejne dwie zaś – fabrykę w Atsucie; oba zakłady przemysłowe zostały w poważnym stopniu uszkodzone. Pojedyncza grupa bombowców podjęła próbę zbombardowania zakładów lotniczych Kawasaki w Akashi, ale przez pomyłkę obrzuciła bombami burzącymi pobliską wioskę. Następnego dnia samoloty XXI Bomber Command, eskortowane przez 107 P-51, skutecznie zaatakowały sześć różnych fabryk nad Zatoką Tokijską. Bombardowania precyzyjne przeprowadzono również 22 czerwca: 382 samoloty B-29 zaatakowały sześć celów w Kure, Kakamigaharze, Himeji, Mizushimie i Akashi na południu Honsiu. Większość wybranych fabryk została w poważnym stopniu zniszczona. Cztery dni później 510 B-29, eskortowanych przez 148 P-51, wysłano przeciw dziewięciu fabrykom na południu Honsiu i Sikoku. Pokrywa ciężkich chmur nad regionem zdecydowała, że wiele bombowców atakowało cele według własnego wyboru, indywidualnie lub w małych grupach; wybrane cele nalotu nie odniosły większych zniszczeń. Zła pogoda uniemożliwiała dalsze bombardowania precyzyjne na większą skalę aż do 24 lipca, kiedy to 625 bombowców B-29 skierowano przeciw siedmiu celom w okolicy Nagoi i Osaki. Poważnych zniszczeń doznały wówczas cztery z atakowanych fabryk. Ponowne pogorszenie się pogody zapobiegło dalszym bombardowaniom precyzyjnym według planu „Empire” w ostatnich tygodniach wojny.
XXI Bomber Command rozpoczęło ofensywę ogniową przeciwko mniejszym miastom 17 czerwca. Tej nocy skrzydło ciężkich bombowców zaatakowało miejscowości Hamamatsu, Kagoshima, Ōmuta, Yokkaichi przy zastosowaniu taktyki identycznej jak przy nalotach z użyciem bomb zapalających na główne miasta Japonii. Z wysłanych 477 B-29 aż 456 odnalazło swe cele, a Hamamatsu, Kagoshima i Yokkaichi doznały ogromnych zniszczeń; łącznie spłonęło 15,7 kilometra kwadratowego zabudowy. Miasta te były niemal bezbronne, więc amerykańskie bombowce nie ponosiły strat w wyniku japońskiego przeciwdziałania. Operacje te oceniono jako udane, stały się wzorcowe dla nalotów ogniowych XXI Bomber Command do końca działań wojennych. Wraz z postępami kampanii i niszczeniem najważniejszych miast bombowce posyłano przeciw coraz mniejszym i coraz mniej ważnym miejscowościom. Podczas większości nocy, kiedy przeprowadzano naloty, atakowane były zazwyczaj cztery miasta, każde siłami jednego skrzydła bombowców. Operacje z udziałem dwóch skrzydeł przeprowadzono 19 czerwca przeciw Fukuoce i 26 lipca przeciw Ōmucie. Do końca wojny dokonano szesnastu nalotów ogniowych (przeciętnie dwa w tygodniu) na tak zaplanowane cele; w sumie zbombardowano pięćdziesiąt osiem miast. W ostatnich tygodniach działań przeprowadzano rajdy ogniowe koordynowane z bombardowaniami precyzyjnymi, co miało wymusić na władzach Japonii kapitulację. W związku z tym, że małe miejscowości nie miały obrony w postaci dział przeciwlotniczych, a nocne myśliwce japońskie były mało wydajne, tylko jeden B-29 został w czasie tej kampanii zestrzelony, sześćdziesiąt sześć doznało uszkodzeń, a osiemnaście rozbiło się na skutek wypadków lotniczych.

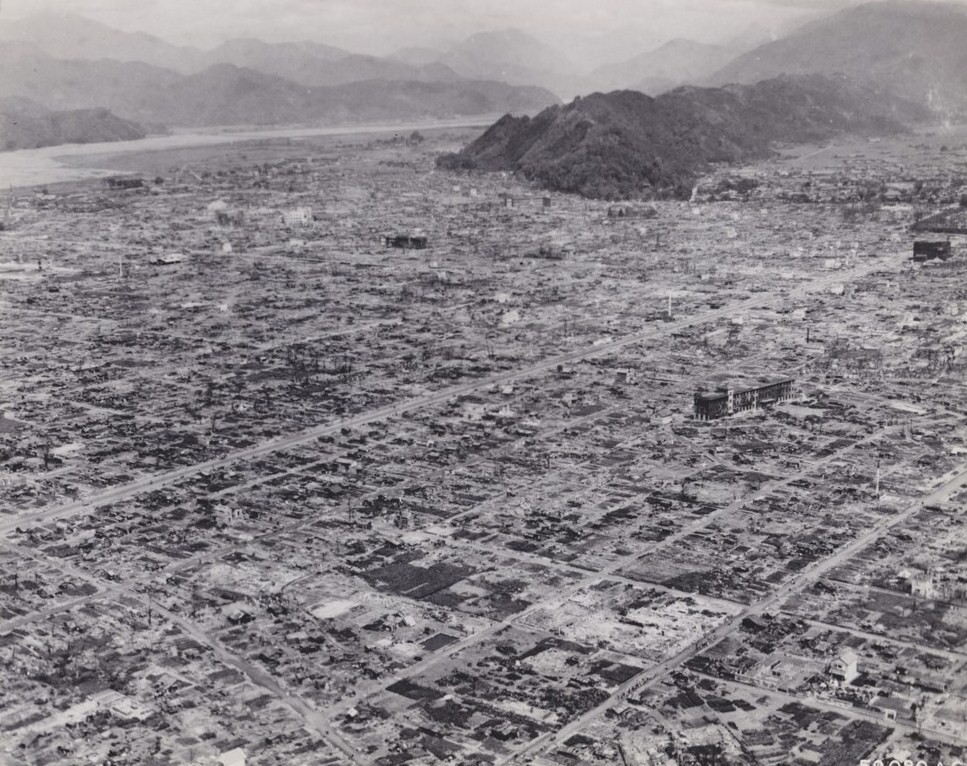
Shizuoka po bombardowaniu 19 czerwca 1945

Ofensywa ogniowa przeciw małym miastom trwała przez cały czerwiec i lipiec. W nocy na 19 czerwca B-29 zbombardowały Fukuokę, Shizuokę i Toyohashi. 28 czerwca celem stały się Moji, Nobeoka, Okayama i Sasebo. 1 lipca ofiarą nalotów padły Kumamoto, Kure, Shimonoseki i Ube. Dwie noce później ten sam los spotkał Himeji, Kōchi, Takamatsu i Tokushimę. 6 lipca przeprowadzono ataki przeciw miastom Akashi, Chiba, Kōfu i Shimizu. Gifu, Sakai, Sendai i Wakayama zostały zbombardowane 9 lipca. Trzy noce później bombowce B-29 uderzyły na Ichinomiyę, Tsurugę, Utsunomiyę i Uwajimę. 16 lipca celem ataku stały się Hiratsuka, Kuwana, Namazu i Ōita. Chōshi, Fukui, Hitachi, Okazaki zbombardowano 19 lipca, a po tygodniowej przerwie, 26 lipca, Matsuyamę, Omutę i Tokuyamę.
Oprócz bombardowania XXI Bomber Command prowadziło nasiloną kampanię propagandową. Obliczano, że samoloty B-29 zrzuciły 10 milionów ulotek propagandowych w maju, 20 milionów w czerwcu i 30 milionów w lipcu. Władze japońskie wprowadziły srogie kary dla mieszkańców przechowujących te ulotki. W nocy 27/28 lipca sześć B-29 rozrzuciło nad jedenastoma miastami ulotki ostrzegające, że miasta te będą bombardowane; zrobiono tak z zamiarem obniżenia morale japońskich cywilów, a jednocześnie przekonania ich, że Stany Zjednoczone pragną zmniejszyć straty wśród ludności. Sześć z tych miast (Aomori, Ichinomiya, Tsu, Uji-Yamada Ōgaki i Uwajima) zostało zaatakowanych 28 lipca. Żaden z uczestniczących w tym rajdzie B-29 nie został zestrzelony, choć sześć doznało uszkodzeń w trakcie odpierania ataków czterdziestu–pięćdziesięciu myśliwców, a pięć trafiły odłamki pocisków artylerii przeciwlotniczej.
W sierpniu 1945 roku rozpoczęła się kolejna faza wielkich nalotów na miasta Japonii. Już pierwszego dnia miesiąca 836 bombowców B-29 (największy rajd bombowy w historii wojen) zrzuciło 6145 ton bomb i min. Głównymi celami były miasta Hachiōji, Mito, Nagaoka i Toyama; we wszystkich czterech odnotowano bardzo poważne zniszczenia, a w Toyamie spłonęło 99,5 procent zabudowy. 5 sierpnia zaatakowano miasta Imabari, Maebashi, Nishinomiya i Saga. Te rajdy były również poprzedzane ulotkami i komunikatami radiowymi z Saipanu ostrzegającymi, że miejscowości te będą atakowane.
W końcu czerwca 315. Skrzydło Bombowe, niezależnie od dziennych bombardowań precyzyjnych i nocnych nalotów ogniowych, przeprowadziło serię ataków precyzyjnych na japońskie zakłady przemysłu paliwowego. B-29 tej jednostki wyposażono w nowoczesne radary AN/APQ-7, które pozwalały dokładnie namierzać cele w nocy. Po przybyciu w kwietniu 1945 roku na Mariany załogi skrzydła przeszły niezbędne szkolenia i ćwiczenia, a nocą 26 czerwca przeprowadziły pierwszy atak przeciw rafinerii paliw Utsube w Yokkaichi. Trzydzieści bombowców (z trzydziestu ośmiu wysłanych) zniszczyło lub uszkodziło 30 procent zakładu. Celem następnego ataku (trzy noce później) była rafineria w Kudamatsu, a nocą na 2 lipca kolejna rafineria w Minoshima. W nocy z 6 na 7 lipca bombowce skrzydła zniszczyły rafinerię paliw Maruzen w pobliżu Osaki, a trzy noce później dokończyły zniszczeń Utsube. Do końca wojny skrzydło przeprowadziło piętnaście operacji wymierzonych w japoński przemysł paliwowy. Zniszczono sześć z dziewięciu celów ze stratą czterech bombowców B-29. Zważywszy jednak, że w odciętej blokadą morską i powietrzną Japonii nie było już zapasów ropy naftowej do destylacji, naloty te miały w rzeczywistości nikły wpływ na wysiłek wojenny kraju.
W połowie lipca lotnictwo strategiczne USAAF na Pacyfiku przeszło reorganizację. 16 lipca XXI Bomber Command przemianowano na Twentieth Air Force, której dowódcą został LeMay. Dwa dni później utworzono na Guamie United States Strategic Air Forces in the Pacific (USASTAF), dowodzone przez generała Carla Spaatza. Zadaniem USASTAF było dowodzenie operacjami zarówno Twentieth Air Force, jak i Eighth Air Force pod dowództwem Jamesa Doolittle’a, która w tym czasie przenosiła się z Europy na Okinawę i była przezbrajana w bombowce B-29. Formacja o nazwie „Tiger Force”, w której skład wchodziły dywizjony ciężkich bombowców brytyjskich, australijskich, kanadyjskich i nowozelandzkich, atakujących Japonię z Okinawy, po przybyciu na miejsce również zostały podporządkowane dowództwu USASTAF.

## Minowanie z powietrza

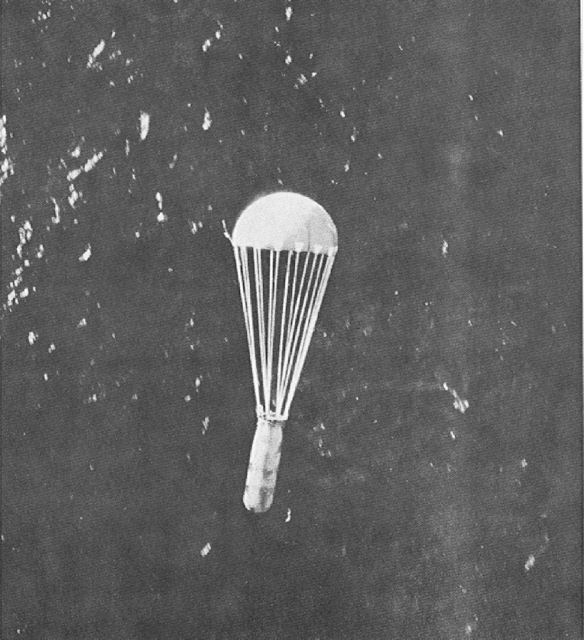
Mina morska zrzucana z bombowca B-29

Od połowy 1944 roku US Navy domagała się, aby samoloty B-29 mogły być używane również do stawiania min morskich na japońskich wodach przybrzeżnych celem zacieśnienia blokady kraju. Arnold i jego sztab nie byli zachwyceni tym pomysłem, uważali bowiem, że udział w takich misjach odciągnie zbyt wiele B-29 od bombardowań precyzyjnych. W odpowiedzi na ponawiane żądania marynarki Arnold w listopadzie 1944 roku podjął decyzję, że rozpocznie stawianie min w chwili, gdy będzie dysponował wystarczającą liczbą samolotów. W styczniu 1945 roku LeMay wyznaczył 313. Skrzydło Bombowe jako specjalną jednostkę minową Twentieth Air Force, US Navy miała zaś zadbać o szkolenie i logistykę. LeMay nazwał kampanię minową operacją „Starvation”. Jako że Amerykanie jak dotąd jedynie okazjonalnie posługiwali się minami morskimi, japońscy wojskowi niewiele uwagi poświęcali nienadzwyczajnemu stanowi swych okrętów przeciwminowych. W rezultacie cesarska marynarka była zupełnie nieprzygotowana na nagłą ofensywę minową na dużą skalę w wykonaniu USAAF-u.
313. Skrzydło podjęło pierwszą akcję stawiania min w nocy z 27 na 28 marca i zaminowała cieśninę Shimonoseki, by uniemożliwić japońskim okrętom wojennym używanie tej drogi w ataku na amerykańskie sił inwazyjne u wybrzeży Okinawy. Akcję stawiania min przerwano w kwietniu, gdy skrzydło – jak inne jednostki lotnicze – musiało przystąpić do wspierania inwazji na Okinawę i uczestniczyć w konwencjonalnych rajdach bombowych. Powróciło do wykonywania zadań w maju, minując porty i inne kluczowe miejsca wokół wysp Honsiu i Kiusiu. Stawiane z powietrza pola minowe spowodowały znaczne utrudnienia w japońskiej żegludze przybrzeżnej.
LeMay zwiększył liczbę lotów minowych w czerwcu, dołączywszy z tej okazji do 313. Skrzydła 505. Grupę Bombową. W odpowiedzi na tę ofensywę Japończycy znacznie zwiększyli siły przeciwminowe: o 349 okrętów i 20 tysięcy ludzi, ponadto rozlokowali dodatkowe baterie dział przeciwlotniczych wokół cieśniny Shimonoseki. Ich wysiłki zmierzające do całkowitego oczyszczenia pól minowych bądź zestrzelenia bombowców okazały się jednak nieskuteczne. Wiele japońskich portów, w tym Tokio, Jokohama i Nagoja, zostało na stałe zamkniętych dla żeglugi. W ostatnich tygodniach konfliktu bombowce B-29 nadal stawiały wielkie liczby min u wybrzeży Japonii, rozszerzając akcje na wody wokół Korei. 313. Skrzydło straciło w czasie tych operacji jedynie szesnaście B-29. W sumie miny zrzucone przez samoloty zatopiły u brzegów wysp macierzystych 293 jednostki pływające, co stanowiło 9,3 procent wszystkich strat żeglugi japońskiej w czasie wojny na Pacyfiku i 60 procent strat pomiędzy kwietniem a sierpniem 1945 roku. Po wojnie USSBS uznało, że Twentieth Air Force winna była wówczas położyć większy nacisk na atakowanie żeglugi japońskiej, zwłaszcza na Morzu Wewnętrznym.

## Uderzenia lotnictwa US Navy

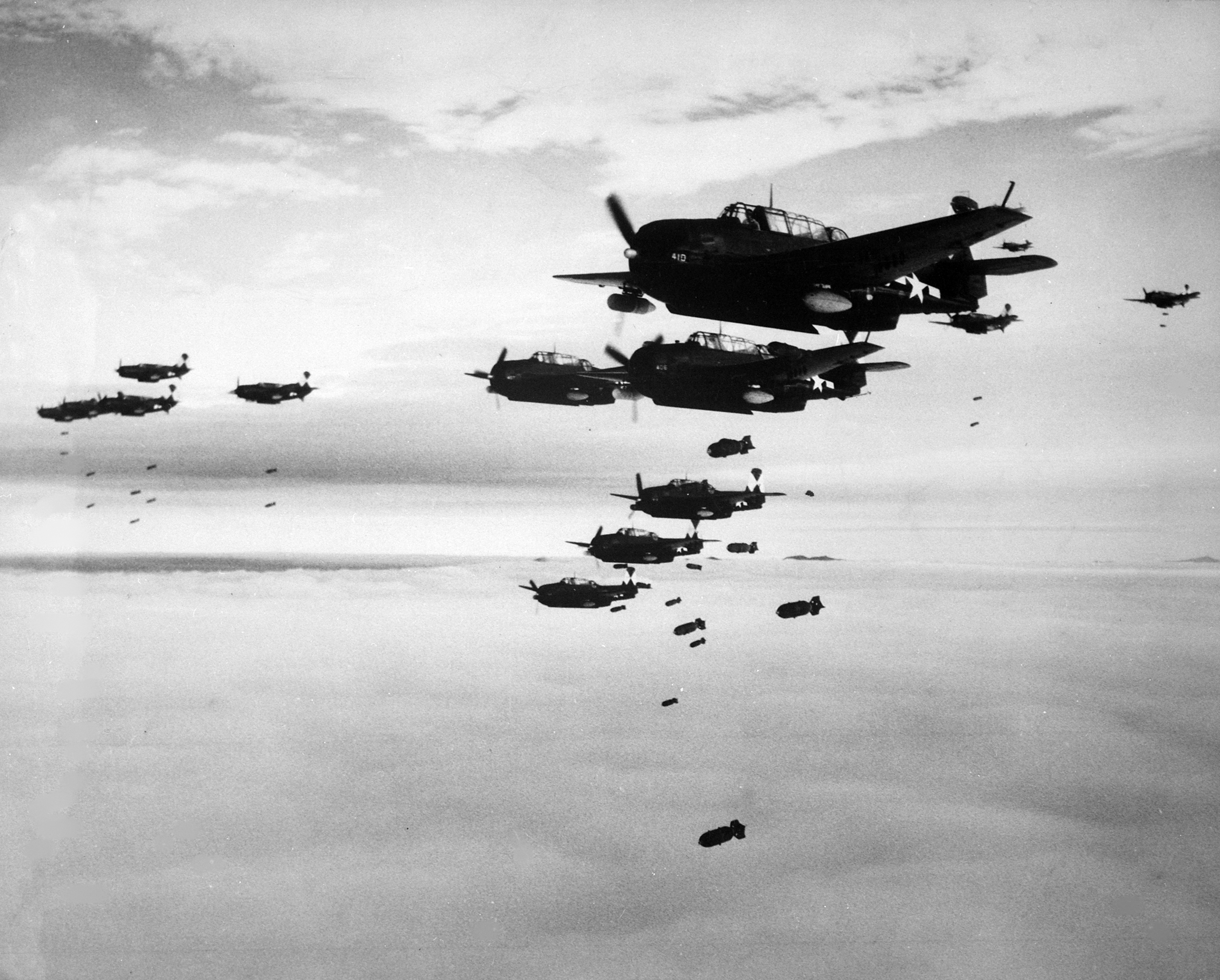
Samoloty pokładowe TBF Avenger bombardujące Hakodate w lipcu 1945 roku

Główne cele alianckich ataków bombowych w lipcu i sierpniu 1945

US Navy przeprowadziła pierwsze ataki na wyspy macierzyste Japonii w połowie lutego 1945 roku. Chodziło głównie o zniszczenie samolotów japońskich, które mogłyby atakować okręty i oddziały marines uczestniczące od 19 lutego w bitwie o Iwo Jimę; ataki przeprowadzała Task Force 58 (TF 58). Ta grupa uderzeniowa stanowiła główny zespół bojowy US Navy na Pacyfiku. Składała się z jedenastu lotniskowców floty, pięciu lotniskowców lekkich i potężnej eskorty. TF 58 zbliżyła się do Wysp Japońskich niewykryta, a 16 i 17 lutego jej samoloty zaatakowały lotniska i zakłady przemysłu lotniczego w okolicach Tokio. Amerykańscy piloci meldowali o zestrzeleniu 341 samolotów japońskich w walce i o zniszczeniu dalszych 160 na ziemi za cenę sześćdziesięciu maszyn straconych w walce i dwudziestu ośmiu w wypadkach. W Zatoce Tokijskiej zaatakowano także i zatopiono kilka statków. Rzeczywiste straty samolotów japońskich w czasie tej operacji nie są pewne; Cesarska Kwatera Główna przyznała się do straty siedemdziesięciu ośmiu maszyn w walkach powietrznych, nie wspomniała natomiast o zniszczeniach na ziemi. Okręty TF 58 podczas pobytu na wodach japońskich nie były atakowane, a 18 lutego odeszły na południe, by wspierać operację desantową na Iwo Jimie. Task Force 58 podjęła drugą próbę nalotu na okolice Tokio 25 lutego, ale tym razem na przeszkodzie stanęła zła pogoda. 18 marca okręty znów odeszły na południe, tym razem celem bombardowania Okinawy.
TF 58 ponowiła ataki na Japonię w połowie marca; przeprowadziła serię rajdów z zamiarem zniszczenia japońskich samolotów, w których zasięgu była Okinawa. 18 marca samoloty z lotniskowców zaatakowały lotniska i inne instalacje wojskowe na Kiusiu. Następnego dnia uderzyły na okręty japońskie w Kure i Kobe, uszkadzając pancernik „Yamato” i lotniskowiec „Amagi”. Japończycy odpierali te ataki wszelkimi środkami, także siłami kamikaze, powodując lekkie uszkodzenia trzech lotniskowców, a następnego dnia ciężkie uszkodzenie USS „Franklin”. 20 marca TF 58 raz jeszcze skierowała się na południe, ale jej samoloty myśliwskie kontynuowały patrole nad Kiusiu, poszukując maszyn nieprzyjaciela. Podczas ataków w dniach 18 i 19 marca lotnicy amerykańscy mieli zniszczyć 223 japońskie samoloty w powietrzu i 250 na ziemi; Japończycy wyceniali swoje straty na 161 ze 191 samolotów jakie wzbiły się w powietrze i nieokreśloną liczbę na lotniskach. Od 23 marca TF 58 wykonywała działania przeciw Okinawie, niemniej jednak 28 i 29 marca ponownie wymiatała Kiusiu. Po desancie, który nastąpił 1 kwietnia, TF 58 zapewniała osłonę powietrzną armadzie zgromadzonej u brzegów Okinawy i regularnie patrolowała niebo nad Kiusiu. 12 i 13 maja, chcąc powstrzymać japoński atak z powietrza na okręty alianckie, część samolotów TF 58 uderzyła na bazy kamikaze na Kiusiu i Sikoku. 27 maja admirał William Halsey przejął dowództwo Piątej Floty (przemianowanej na Trzecią) z rąk admirała Raymonda Spruance’a. TF 58, zmieniła numerację na TF 38, po czym – w maju i czerwcu – kontynuowała operacje u brzegów Okinawy, a 2 i 3 czerwca jedna z jej flotylli atakowała lotniska na Kiusiu. Kolejny atak na te lotniska przeprowadzono 8 czerwca; dwa dni później TF 38 opuściła wody japońskie i udała się na Leyte w celu odbycia okresowych przeglądów i powrotu do pełnej gotowości.
1 lipca TF 38 opuściła wody Leyte, aby uderzyć na wyspy macierzyste Japonii. Tym razem grupa uderzeniowa składała się z dziewięciu lotniskowców floty, sześciu lotniskowców lekkich i eskorty. Halsey chciał, żeby w ostatnich miesiącach wojny ataki samolotów jego floty były skoordynowane z działaniami operujących z wysp bombowców USAAF-u, ale oba rodzaje sił zbrojnych działały najczęściej oddzielnie. 10 lipca bombowce TF 38 przeprowadziły rajd na lotniska w okolicy Tokio, niszcząc kilka samolotów na ziemi. W powietrzu nie napotkano myśliwców japońskich, ponieważ przeciwnik trzymał je w rezerwie do użycia w planowanym zmasowanym ataku samobójczym na flotę aliantów. Po tym rajdzie TF 38 skierowała się na północ i 14 lipca zaczęła atakować cele na Hokkaido i północy Honsiu. Kontynuowała ataki następnego dnia i zatopiła osiem z dwunastu promów kolejowych (pozostałe cztery uszkodziła), które dostarczały węgiel z Hokkaido na południe. Zniszczeniu uległo również wiele innych jednostek pływających w tym rejonie, w tym siedemdziesiąt z 272 małych statków żaglowych przewożących węgiel między wyspami. Tu także japońskie myśliwce nie stawiły oporu, natomiast dwadzieścia pięć zniszczono na ziemi. Strata promów kolejowych oznaczała zmniejszenie o 80 procent ilości węgla wysyłanego z Hokkaido na południe, co poważnie zachwiało produkcją w zakładach przemysłowych na Honsiu. Operację tę opisano jako najskuteczniejszy pojedynczy atak strategiczny w wojnie na Pacyfiku. 14 lipca rozpoczęły bombardowanie celów przemysłowych pancerniki i krążowniki TF 38; te działania prowadzono do końca działań wojennych.
Po atakach na Hokkaido i północne partie Honsiu TF 38 skierowała się na południe, gdzie została wzmocniona czterema dużymi lotniskowcami Brytyjskiej Floty Pacyfiku, która została oznakowana jako Task Force 37. Uderzenia na rejon Tokio zostały 17 lipca zakłócone złym stanem pogody, ale następnego dnia samoloty z lotniskowców zaatakowały bazę floty w Yokosuce, gdzie uszkodziły pancernik „Nagato” i zatopiły cztery inne okręty. 24, 25 i 28 lipca flota aliancka zaatakowała bazę marynarki w Kure i okręty japońskie na wodach Morza Wewnętrznego. Zatopiono lotniskowiec, trzy pancerniki, dwa krążowniki ciężkie, krążownik lekki i kilka innych okrętów. W ataku w dniu 28 lipca brała udział formacja siedemdziesięciu dziewięciu Liberatorów USAAF-u, które startowały z lotnisk na Okinawie. Alianci ponieśli podczas tej operacji ciężkie straty: Japończycy zestrzelili dwadzieścia sześć samolotów. 29 i 30 lipca, nim flota oddaliła się na wschód dla uniknięcia tajfunu, samoloty z lotniskowców dokonały nalotu na Maizuru, zatapiając trzy mniejsze okręty i dwanaście statków handlowych. Do następnych ataków doszło 9 i 10 sierpnia; sygnałem do nich były informacje o rozbudowie japońskich sił lotniczych na północy Honsiu, które – zdaniem alianckiego wywiadu – miały być użyte do przeprowadzenia dywersyjnego rajdu na bazy B-29 na Marianach. Po ataku, który nastąpił 9 sierpnia, piloci marynarki zgłosili zniszczenie 251 samolotów i uszkodzenie 141. 13 sierpnia samoloty TF 38 zaatakowały rejon Tokio niszcząc – według pilotów – 254 samoloty japońskie na ziemi i osiemnaście w powietrzu. Kolejny nalot na Tokio i okolice rozpoczął się 15 sierpnia rano – 103 bombowce pierwszej fali zaatakowały swe cele. Druga fala ataku, na wiadomość, że Japonia skapituluje, została odwołana. Jednakże tego dnia, ale nieco później, zestrzelono kilka japońskich samolotów próbujących zaatakować okręty TF 38.

## Rajdy z Iwo Jimy i Okinawy

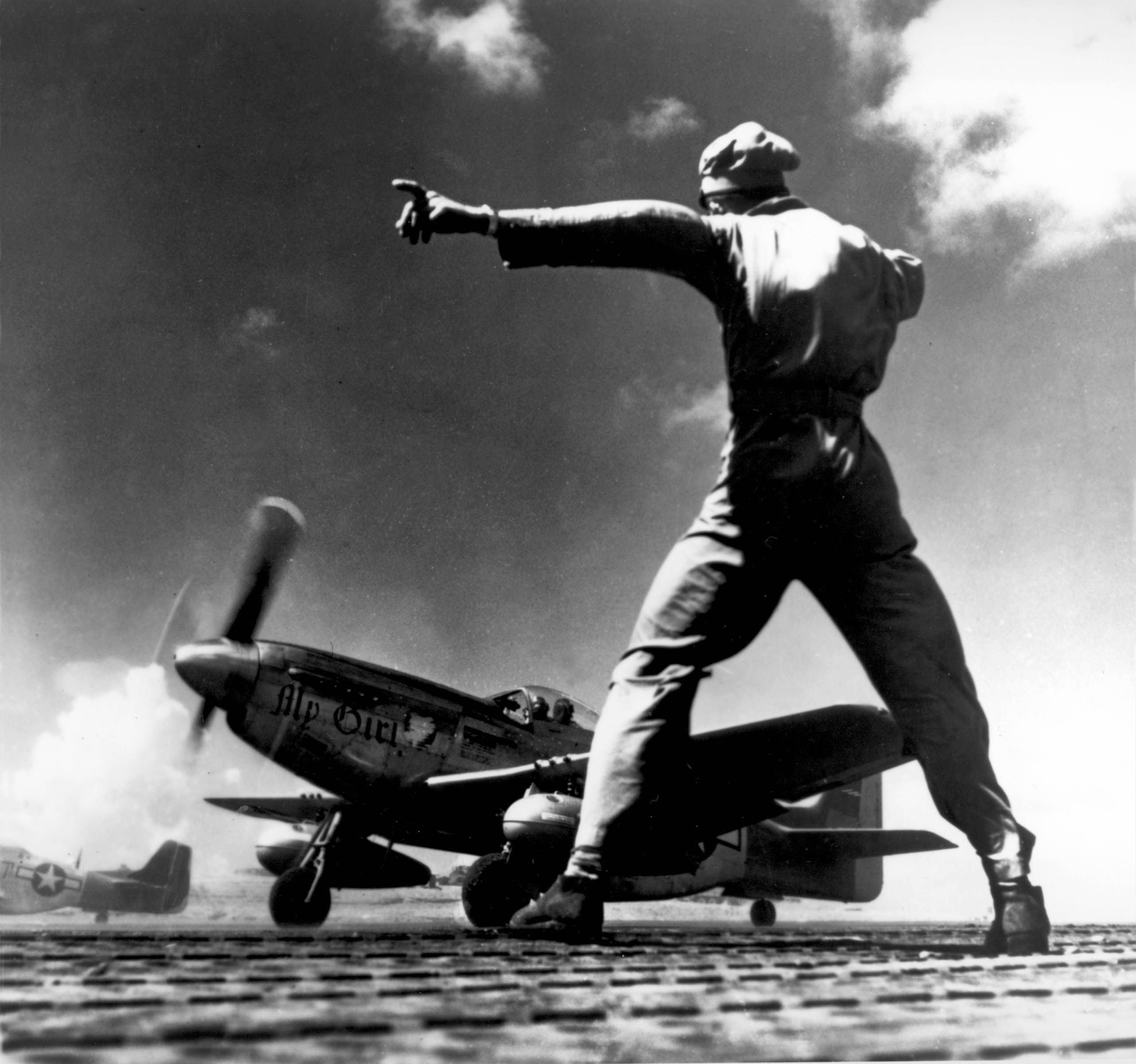
Myśliwiec dalekiego zasięgu P-51 Mustang startuje z lotniska polowego na Iwo Jimie

Myśliwce P-51 Mustang ze stacjonującego od marca 1945 roku na Iwo Jimie VII Fighter Command USAAF-u początkowo wykorzystywano przede wszystkim jako osłona bombowców B-29. Oprócz tego jednak przeprowadzały serie niezależnych lotów bojowych przeciw celom na macierzystych wyspach Japonii. Pierwsza z tych operacji odbyła się 16 kwietnia, kiedy pięćdziesiąt siedem samolotów P-51 ostrzelało lotnisko Kanoya na Kiusiu . Po akcjach przeprowadzonych pomiędzy 26 kwietnia a 22 czerwca amerykańscy piloci zgłosili zniszczenie sześćdziesięciu czterech japońskich samolotów i uszkodzenie dalszych 180 na ziemi oraz zestrzelenie dziesięciu w walkach powietrznych; te wynikające z raportów liczby były niższe od spodziewanych przez amerykańskich planistów, więc rajdy uznano za nieudane. Straty USAAF-u wyniosły jedenaście P-51 w wyniku działań nieprzyjaciela i siedem z innych przyczyn.
Wobec braku japońskiej obrony w powietrzu VII Fighter Command miało od lipca całkowicie wolną rękę w kwestii ataków na cele naziemne. Najczęściej atakowano lotniska w celu zniszczenia samolotów trzymanych w rezerwie dla uderzenia na spodziewaną flotę inwazyjną aliantów. Podczas gdy piloci P-51 tylko od czasu do czasu spotykali japońskie myśliwce w powietrzu, lotnisk broniły baterie dział przeciwlotniczych i balony zaporowe. Do zakończenia działań VII Fighter Command przeprowadziło pięćdziesiąt jeden rajdów na cele naziemne; czterdzieści jeden z nich uznano za skuteczne. Piloci myśliwscy twierdzili, że zniszczyli lub uszkodzili 1062 samoloty i 254 jednostki pływające, nie licząc dużej liczby budynków i taboru kolejowego. Amerykańskie straty wyniosły dziewięćdziesięciu jeden pilotów i 157 maszyn.
Od maja 1945 roku również samoloty Fifth Air Force i Seventh Air Force USAAF-u, które zgrupowano w nadrzędną jednostkę o nazwie Far East Air Force (FEAF), atakowały cele na Kiusiu i zachodzie Honsiu, operując z baz na Okinawie i innych wyspach archipelagu Riukiu. Rajdy te stanowiły część przygotowań do inwazji Wysp Japońskich. Od 17 maja startujące z wysp Riukiu P-47 Thunderbolt przeprowadzały dzienne i nocne patrole nad Kiusiu w celu niszczenia bądź rozpraszania znajdujących się tam związków lotniczych. 21 czerwca dołączyła do nich druga grupa myśliwców, a 18 lipca kampania została wzmocniona kolejnymi formacjami myśliwców i bombowców. O ile początkowo operacje amerykańskie spotykały się z zaciętym oporem, o tyle poczynając od lipca, piloci prawie nie trafiali na opór ze strony myśliwców japońskich, zachowywanych na później. Pomiędzy 1 a 13 lipca średnie i ciężkie bombowce amerykańskie wykonały 286 lotów bojowych nad Kiusiu bez strat. Nie spotykały prawie wcale samolotów japońskich, były więc używane do atakowania infrastruktury transportowej i celów wybieranych na własną rękę; wśród tych ostatnich należy wymienić co najmniej dwa przypadki ostrzelania z broni pokładowej grup cywilów.
W czerwcu powróciła do akcji na Kiusiu Twentieth Air Force. W nocy z 15 na 16 czerwca z bazy w Chengdu w Chinach wystartowało 67 B-29. Każdy z nich niósł cztery bomby 250-kilogramowe, a celem ponownie były zakłady lotnicze w Yawacie. Z drogi zawróciło, z przyczyn technicznych, sześć maszyn, a nad celem Amerykanie stracili dalszych siedem.
Ataki na lotniska i sieć transportową w południowej Japonii trwały do końca wojny. W tym czasie bombowce Fifth Air Force wykonały 138 lotów bojowych atakując cele na Kiusiu, a Seventh Air Force – 784. Mosty drogowe i kolejowe były atakowane zarówno przez bombowce, jak i przez myśliwce; częstym celem uderzeń było miasto Kagoshima. Bombowce B-24 ze składu Seventh Air Force zbombardowały 31 lipca i 1 sierpnia dworzec kolejowy w Nagasaki. Poza tymi rajdami o znaczeniu taktycznym stacjonujące na Okinawie samoloty przeprowadziły kilka uderzeń strategicznych wymierzonych w zakłady przemysłowe; wśród nich należy wymienić nieudany rajd przeprowadzony 7 sierpnia na zakład paliw syntetycznych w miejscowości Ōmuta. 5 sierpnia bombowce obu armii lotniczych przeprowadziły nalot ogniowy na Tarumizu, 10 sierpnia na Kumamoto, a następnego dnia na Kurume. Ostatni nalot samolotów FEAF-u miał się odbyć 14 sierpnia; samoloty wystartowały, ale w trakcie lotu ku celom zostały zawrócone. Obie armie lotnicze wykonały w lipcu i sierpniu łącznie 6435 lotów bojowych przeciw celom na Kiusiu, tracąc czterdzieści trzy samoloty zestrzelone przez artylerię przeciwlotniczą bądź myśliwce japońskie.

## Japońska odpowiedź

### Obrona powietrzna
Obrona powietrzna Japonii nie była w stanie powstrzymać alianckich nalotów. Lądowe stacje radarowe miały niewielki zasięg, a alianci atakowali dozorowce radarowe cesarskiej marynarki, obrońcy mieli więc zwykle najwyżej godzinę na przygotowanie się do odparcia nadlatujących formacji B-29. Japońskie jednostki rozpoznania elektromagnetycznego mogły wprawdzie zapewniać wcześniejsze ostrzeżenie o zbliżającej się formacji samolotów nieprzyjaciela, korzystając z nasłuchu sygnałów radiowych, ale nie mogły przewidzieć, co będzie celem ataku. Superforteca B-29 mając wysokościowe silniki gwiazdowe doładowane turbosprężarkami i płat o dużym wydłużeniu mogła lecieć na wysokim pułapie, a duże obciążenie powierzchni płata dawało dużą prędkość przelotową. W rezultacie myśliwce nie miały dość czasu, by wznieść się na wysokość przelotową bombowców, zanim te znalazły się nad celem; większość rajdów była przechwytywana przez nieliczne myśliwce. Większość dostępnych maszyn nie miała cech myśliwca wysokościowego – myśliwce dochodząc do bombowców były na granicy przeciągnięcia – co uniemożliwiało efektywną walkę, ograniczając się do ataku z prostej. Co więcej, amerykańskie bombowce rozwijały na dużych wysokościach prędkość większą niż wiele samolotów japońskich na tym pułapie. Nawet, gdy myśliwcom udało zbliżyć się na odległość umożliwiającą skuteczny ostrzał, solidnie zbudowane B-29 były często w stanie przetrwać mimo poważnych uszkodzeń. Ze względu na trudności z przechwyceniem i zestrzeleniem B-29 japońscy piloci myśliwscy coraz mocniej odczuwali daremność swoich wysiłków. Wydział Techniczny Sił Powietrznych Dowództwa Cesarskiej Armii zainicjował budowę kilku typów ciężkich myśliwców wysokościowych, zdolnych do przechwytywania superfortec operujących na dużej wysokości. Prace postępowały wielotorowo: z jednej strony powstawały nowatorskie konstrukcje typu Mitsubishi Ki-83, Nakajima Ki-87, Tachikawa Ki-94 I i Tachikawa Ki-94 II, a z drugiej strony, wiedząc, że „nie ma czasu na zabawę w wynalazki, gdy z nieba lecą bomby”, postanowiono oprzeć się na już istniejących maszynach (choć powstał jeszcze Kawasaki Ki-108). Marynarka również nie próżnowała, opracowując samolot Mitsubishi-Nakajima A8M, przeznaczony do zwalczania B-29 w powietrzu, oraz Kawasaki Ki-91, niszczący je na ziemi (atak na Mariany). Od sierpnia 1944 roku piloci samolotów japońskich decydowali się czasami na samobójcze taranowanie B-29, a w październiku powstało nawet kilka zespołów myśliwców kamikaze; do końca wojny zniszczono w ten sposób dziewięć B-29 i uszkodzono trzynaście za cenę dwudziestu jeden myśliwców. Wykazujący się wyjątkową determinacją żołnierze japońscy byli dekorowani odznaczeniem o nazwie „Bukōchōshō”, ustanowionym dekretem cesarskim z 7 grudnia 1944 roku; dotyczyło to w pierwszej mierze pilotów myśliwskich atakujących i zestrzeliwujących lub taranujących bombowce B-29. Pierwszymi trzema kawalerami nowego odznaczenia byli piloci Toru Shinomiya, Masao Itagaki i Matsumi Nakano latający na samolotach Kawasaki Ki-61.

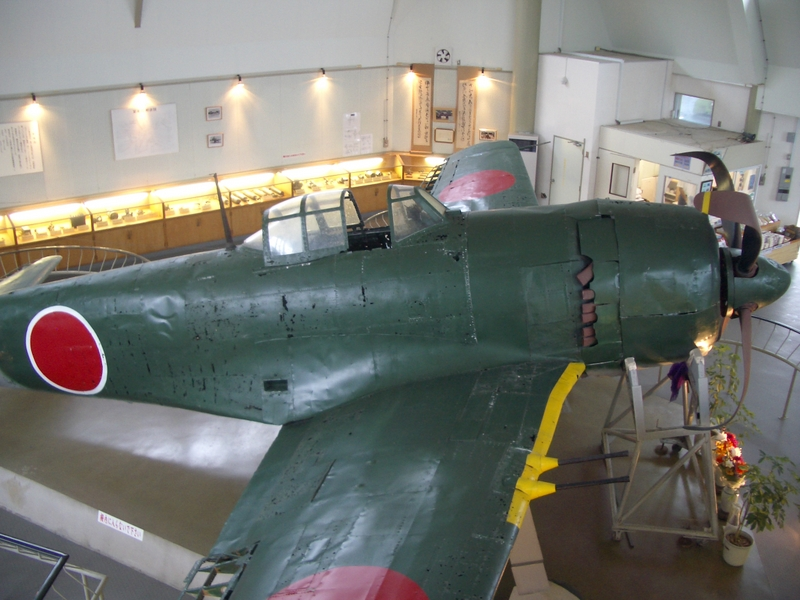
Kawanishi N1K2-J Shiden-kai to kolejny myśliwiec pod koniec wojny modyfikowany pod kątem zwalczania B-29; ten został strącony nad cieśniną Bungo 24 lipca 1945 roku

Największe natężenie walk powietrznych wystąpiło u schyłku 1944 i na początku 1945 roku. Po pierwszych rajdach B-29 na Tokio nastąpiło znaczne zwiększenie liczby samolotów myśliwskich przeznaczonych do obrony powietrznej, a wszystkie działa przeciwlotnicze kalibru 120 milimetrów rozlokowano wokół stolicy. Myśliwce, które miały bronić głównych obszarów przemysłowych Japonii, pomiędzy 24 listopada 1944 a 25 lutego 1945 roku wielokrotnie przechwytywały formacje bombowców, zadając im znaczące straty, jednak od końca stycznia liczba sprawnych myśliwców malała. Dużą rolę odegrało opanowanie Iwo Jimy przez Amerykanów. Wkrótce po zdobyciu wyspy utworzono tam lotnisko. Bazowały na nim myśliwce P-51 i w mniejszej ilości P-47, które mając dodatkowe, podwieszane zbiorniki na paliwo osłaniały superfortece na drodze do celu. Lotnisko to spełniało też ważną rolę jako lotnisko zapasowe dla uszkodzonych w walce B-29, które tam awaryjnie lądowały. Niezadowalająca współpraca marynarki i lotnictwa w tym okresie również krępowała wysiłki obronne Japończyków. Podczas nocnych nalotów prowadzonych od marca 1945 roku do końca wojny Amerykanie ponosili znacznie mniejsze straty ze strony japońskich myśliwców.
W kwietniu zbrojny opór przeciw atakującym samolotom alianckim zaczął gwałtownie zamierać. 15 kwietnia jednostki obrony powietrznej lotnictwa i marynarki podporządkowano jednemu dowództwu, nowo sformowanej Głównej Armii Powietrznej (dowódca: generał Masakazu Kawabe), lecz w tym czasie wartość siły obronnej myśliwców była już znacznie mniejsza z powodu strat ponoszonych zarówno w walkach, jak i na ćwiczeniach. W związku z niskim poziomem wyszkolenia pozostałych pilotów i wprowadzeniem przez Amerykanów myśliwców P-51 dowództwo japońskie postanowiło w kwietniu wycofać wszystkie myśliwce z walk. Samoloty te przesunięto do rezerwy, aby wzięły udział w kontratakach podczas alianckiej inwazji. W rezultacie zaledwie kilka późniejszych rajdów alianckich zostało przechwyconych. W roku 1945 malała również skuteczność japońskich baterii przeciwlotniczych; z załamaniem się gospodarki kraju nastąpiły drastyczne ograniczenia dostaw amunicji. Ponadto działa przeciwlotnicze rozmieszczono przede wszystkim w pobliżu ważnych ośrodków przemysłowych, przez co małe miasta były niemal bezbronne. Cesarska Kwatera Główna zdecydowała pod koniec czerwca o ponownym podjęciu ataków na amerykańskie bombowce, ale myśliwców było już tak mało, że zmiana taktyki nie mogła w żaden sposób wpłynąć na zmianę sytuacji. Liczba myśliwców oddanych do dyspozycji Głównej Armii Powietrznej sięgała w czerwcu i lipcu 500, lecz w jednostkach frontowych było stosunkowo niewiele sprawnych samolotów. Wobec słabości japońskiej obrony powietrznej w ostatnich tygodniach wojny amerykańskie bombowce mogły operować nad Japonią niemal bezkarnie; LeMay twierdził później, że w tym okresie „bezpieczniej było brać udział w lotach bojowych nad Japonią niż w szkoleniach lotniczych w Stanach”.
Podsumowując: myśliwce japońskie zestrzeliły siedemdziesiąt cztery B-29, artyleria przeciwlotnicza – pięćdziesiąt cztery, a dziewiętnaście zostało strąconych w wyniku jednoczesnych trafień myśliwców i dział przeciwlotniczych. Straty lotnictwa Cesarskich Wojsk Lądowych i Cesarskiej Marynarki Wojennej w bitwie obronnej wyniosły 1450 samolotów straconych w walce i 2750 z innych powodów.

### Traktowanie jeńców

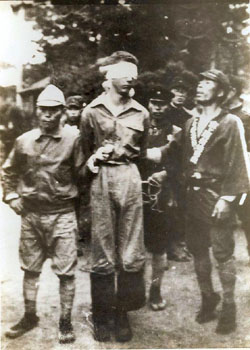
Ujęty członek załogi strąconego B-29, lipiec 1945 roku

Wielu alianckich lotników, których zestrzelono nad Japonią, a następnie schwytano, traktowano brutalnie. 8 września 1944 roku rząd japoński – mimo braku w tym czasie traktatów międzynarodowych czy instrumentów ochraniających ludność cywilną przed atakami z powietrza – nakazał, by nieograniczone bombardowania traktować jako zbrodnię wojenną. W rezultacie ujętych alianckich lotników czekał proces sądowy, po którym groziła egzekucja, chociaż prawa wojny zastrzegały, że karany może być tylko ten żołnierz, który mając na sobie nieprzyjacielski mundur bądź ubiór cywilny, prowadzi walkę lub dokonuje aktów sabotażu czy dywersji na tyłach nieprzyjaciela. Do kwestii egzekucji podchodzono odmiennie w różnych okręgach wojskowych. Podczas gdy w okręgu Tōbu (wschodnia Musashi), który obejmował Tokio, nie stracono żadnego jeńca, tych, których schwytano w okręgach Tōkai, Chūbu i Seibu (zachodnia Musashi), czasem zabijano po krótkim procesie bądź mordowała ich bez sądu Kempeitai. Na przykład trzydziestu trzech lotników amerykańskich zabił personel armii w Fukuoce, w tym piętnastu ścięto 15 sierpnia, czyli już po ogłoszeniu przez władze Japonii zamiaru kapitulacji. Kilku lotników alianckich zabił również, nim zdążyli wziąć ich do niewoli japońscy wojskowi, tłum cywilów. Niezależnie od tych zabójstw większość schwytanych członków załóg B-29 była brutalnie przesłuchiwana przez Kempeitai.
Z około 545 lotników alianckich (przede wszystkim Amerykanów), którzy zostali zestrzeleni i schwytani na Wyspach Japońskich (nie licząc Kuryli i wysp Bonin), 132 straciło życie w egzekucjach, a dwudziestu dziewięciu zabili cywile. Dalszych dziewięćdziesięciu czterech lotników zmarło w rękach japońskich z innych przyczyn, w tym pięćdziesięciu dwóch, którzy zginęli w nocnym rajdzie bombowym z 25 na 26 maja, gdyż zostawiono ich z rozmysłem w tokijskim więzieniu. Od sześciu do ośmiu lotników amerykańskich zestrzelonych 5 maja zostało poddanych eksperymentom medycznym (wiwisekcji) na Uniwersytecie Cesarskim Kiusiu; profesor Fukujirō Ishiyama i inni lekarze odbyli cztery takie sesje w maju i na początku czerwca. Operacje te aranżowało i asystowało przy nich Zachodnie Dowództwo Wojskowe. Wielu Japończyków odpowiedzialnych za śmierć lotników alianckich stanęło po wojnie przed trybunałem zbrodni wojennych w Jokohamie. Kilku z nich uznano za winnych i skazano na śmierć, pozostali otrzymali kary więzienia.

## Bomby atomowe i koniec kampanii

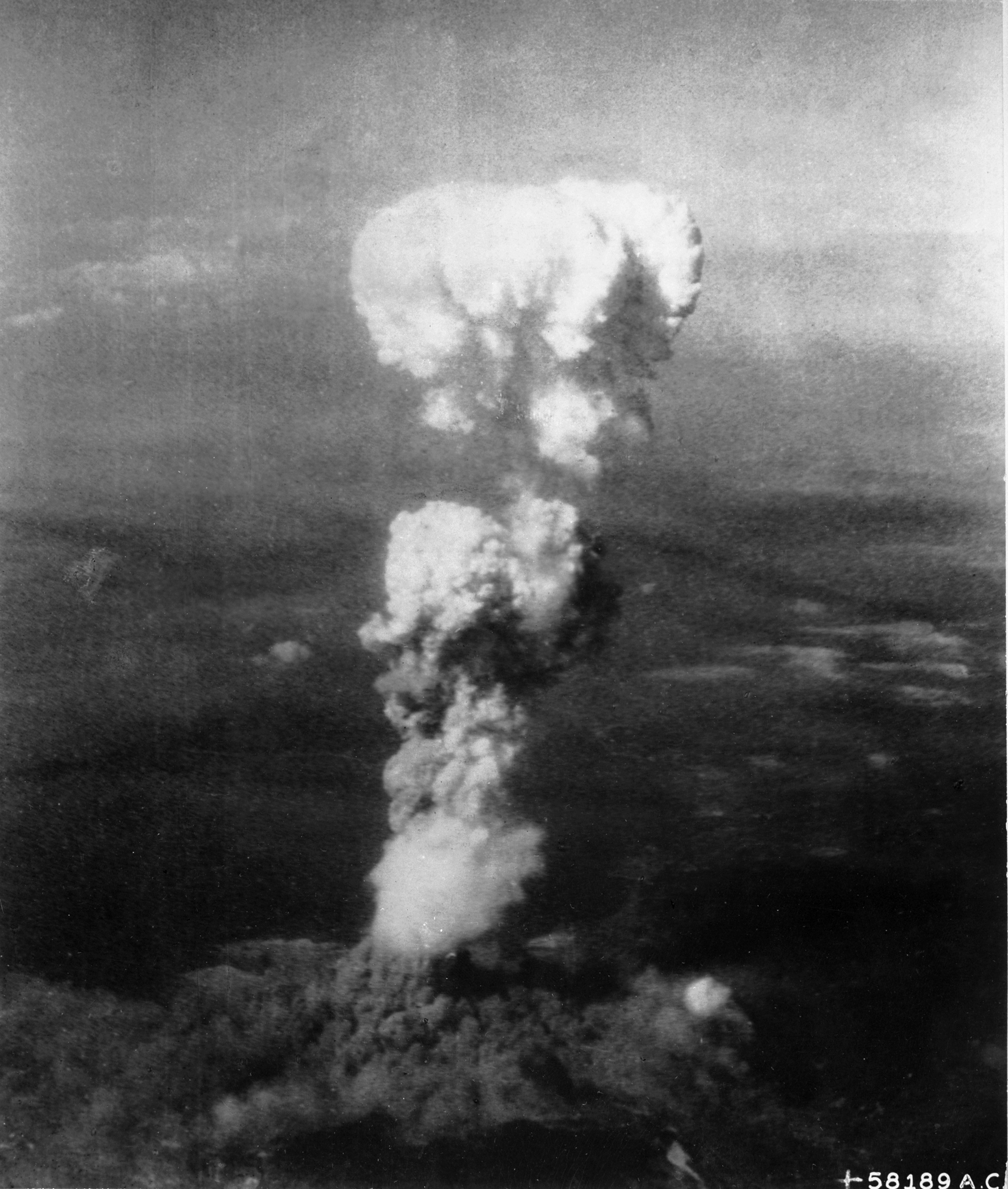
Chmura w kształcie grzyba nad Hiroszimą 6 sierpnia 1945 roku

Poczynając od roku 1942 Stany Zjednoczone, przy współpracy Wielkiej Brytanii i innych państw alianckich, przeznaczały znaczne środki na zbudowanie broni jądrowej; prace były prowadzone pod kryptonimem „Projekt Manhattan”. W grudniu 1944 roku sformowano 509. Grupę Bombową USAAF-u pod dowództwem pułkownika Paula Tibbetsa, która miała użyć nowej broni gdy prace zostaną zakończone; grupa została przeniesiona na wyspę Tinian partiami w maju i czerwcu 1945 roku. 16 lipca przeprowadzono z powodzeniem test pierwszej bomby (nazwa kodowa „Trinity”). Cztery dni później zmodyfikowane jako „Silverplate” samoloty B-29 z 509. Grupy rozpoczęły loty ćwiczebne nad miastami japońskimi, każdy uzbrojony w ciężką „pumpkin bomb”, konwencjonalną, ale zaprojektowaną w kształcie przyszłej bomby atomowej; kolejne loty ćwiczebne miały miejsce 24, 26 i 29 lipca. Japońskie myśliwce nie próbowały przechwycić tych samolotów, a ich pułap przelotowy 9100 m był poza zasięgiem większości dział przeciwlotniczych. Tymczasem 24 lipca prezydent Harry Truman zaaprobował plan użycia bomb atomowych przeciw Japonii, a następnego dnia Spaatz otrzymał rozkazy na piśmie. Zgodnie z tymi rozkazami pierwszy atak miał nastąpić po 3 sierpnia, a celami miały być Hiroszima, Kokura, Niigata lub Nagasaki. Kioto, dawna cesarska stolica Japonii, również zostało początkowo wpisane na listę celów, ale w związku z wartością kulturalną miasta zastąpiono je Nagasaki, co stało się na polecenie sekretarza wojny Henry’ego Stimsona; miasto, z tych samych powodów, zostało skreślone z listy celów ofensywy ogniowej. 26 lipca Stany Zjednoczone, Wielka Brytania i Chiny wydały deklarację poczdamską, w której żądano kapitulacji Japonii i ostrzegano, że w przeciwnym wypadku kraj zostanie zdewastowany. Władze japońskie 28 lipca odrzuciły żądania aliantów.
Hiroszima została zaatakowana 6 sierpnia. O godz. 8.15  czasu Tokio bombowiec B-29 Enola Gay, pilotowany przez Tibbetsa, zrzucił bombę atomową „Little Boy” nad centrum miasta. Na skutek wybuchu śmierć poniosły dziesiątki tysięcy, a zniszczeniu uległo około 12 km² zabudowy. Sześć amerykańskich samolotów biorących udział w nalocie wróciło bezpiecznie do bazy na Marianach. Według powojennych obliczeń liczba ofiar śmiertelnych mogła wynosić od 66 do 80 tysięcy, zaś rannych od 69 do 151 tysięcy. Kolejne dziesiątki tysięcy zmarły później na skutek napromieniowania i innych obrażeń; według szacunkowych danych do końca 1945 roku zmarło 140 tysięcy ludzi, ofiar pierwszej bomby atomowej. Szacunkowe dane odnośnie do całkowitej liczby ofiar sięgają nawet 230 tysięcy osób. 171 tysięcy tych, którzy atak przeżyli, zostało bez dachu nad głową.
Po ataku nadane zostało przez radio oświadczenie prezydenta Trumana, który oznajmił, że Stany Zjednoczone użyły przeciw Hiroszimie bomby atomowej, i że ataki takie, przeciw infrastrukturze przemysłowej i komunikacyjnej, będą kontynuowane. Oświadczenie zawierało ostrzeżenie, że jeśli Japonia nie skapituluje na warunkach określonych w deklaracji poczdamskiej, stanie się przedmiotem „deszczu ruin z powietrza, jakiego jeszcze na ziemi nie widziano”. Dwa dni później przeprowadzono dzienne naloty ogniowe na miasta Yawata i Fukuyama; w wyniku tych ataków pożary strawiły 21 procent obszaru zurbanizowanego Yawaty i ponad 73 procent Fukuyamy. Japońskie samoloty myśliwskie przechwyciły formację kierującą się ku Yawacie i zestrzeliły jeden B-29 oraz pięć eskortujących wyprawę P-47 kosztem dwunastu samolotów własnych.

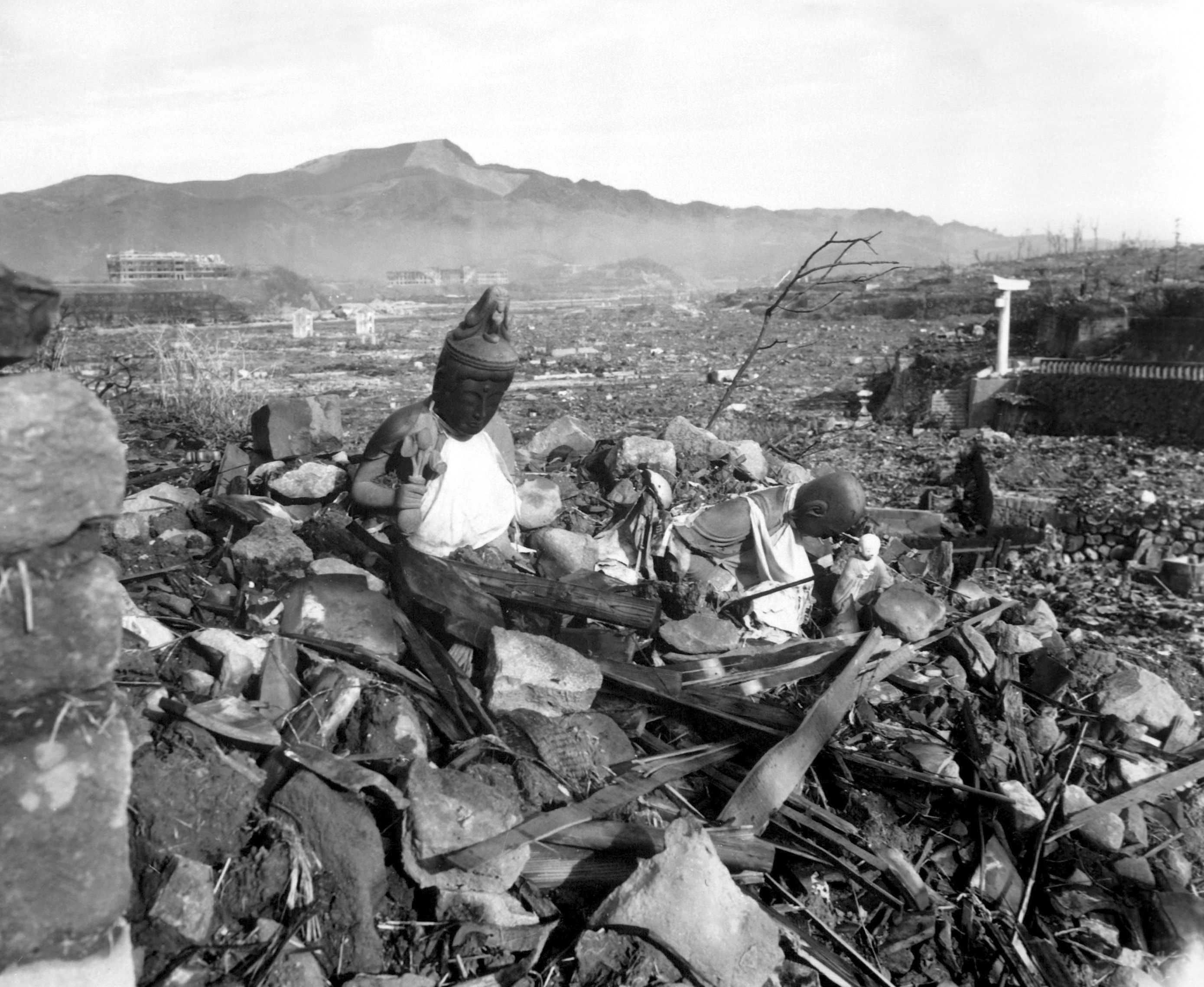
Ruiny Nagasaki sześć tygodni po wybuchu

Druga bomba atomowa została zrzucona 9 sierpnia. Bombowiec B-29 „Bockscar” wystartował z wyspy Tinian z zadaniem zaatakowania miasta Kokura bombą „Fat Man”. Miasto było jednak pokryte warstwami dymu i mgły, wobec czego dowódca samolotu, major Charles Sweeney, postanowił zaatakować cel zastępczy, jakim było Nagasaki. Bomba została zrzucona o godz. 10.58 miejscowego czasu, a eksplozja o sile 20 kiloton zniszczyła 3,8 km² dzielnicy Urakami. Wstępne szacunki podawały liczbę 27 000 ofiar, ale oficjalne dane japońskie, opublikowane w końcu lat dziewięćdziesiątych XX wieku, mówią, że całkowita liczba ofiar śmiertelnych tego ataku przekroczyła 100 000. W ataku ucierpiała również infrastruktura przemysłowa miasta: produkcja stali cofnęła się o rok, dostawy energii elektrycznej zostały poważnie ograniczone na przeciąg dwóch miesięcy, drastycznie zmalała produkcja broni. Amerykańskie samoloty biorące udział w nalocie wróciły do baz bezpiecznie. 9 sierpnia rozpoczęła się wojna sowiecko-japońska i błyskawiczna ofensywa Armii Czerwonej w Mandżukuo. Tego też dnia bombowce B-29 zrzuciły nad japońskimi miastami trzy miliony ulotek ostrzegających, że jeśli cesarz nie zakończy wojny, bomby atomowe całkowicie zniszczą zapasy wojenne kraju. W tym momencie nie były to czcze pogróżki: wojskowi amerykańscy spodziewali się, że trzecia bomba jądrowa będzie gotowa do końca sierpnia. Zakładano, że osiem bomb zostanie zbudowanych do listopada, w związku z czym szef sztabu US Army, generał George Marshall, zalecał zachować je raczej w rezerwie do użycia przeciw celom taktycznym w czasie planowanej inwazji, niż zrzucać na miasta.
Reakcją rządu japońskiego na bomby atomowe i ofensywę Armii Czerwonej było rozpoczęcie 10 sierpnia negocjacji na temat kapitulacji z aliantami, postawiono jednak cztery warunki: Japonia zachowa swój ustrój państwowy z nieuszczuploną pozycją cesarza; dowódców oskarżanych o zbrodnie wojenne osądzą sądy japońskie; siły zbrojne rozbroją i zdemobilizują się same; okupacja kraju będzie miała symboliczny charakter i nie obejmie Tokio. Dla aliantów było to oczywiście nie do przyjęcia. W tym okresie naloty B-29 zostały ograniczone do nocnego rajdu 9/10 sierpnia 315 Skrzydła przeciwko zakładom przemysłu naftowego i dziennego bombardowania precyzyjnego 10 sierpnia fabryki w Tokio. Następnego dnia prezydent Truman kazał zaprzestać bombardowań, które mogłyby być interpretowane jako znak, że negocjacje pokojowe zostały zerwane. 11 sierpnia Spaatz wydał nowe wytyczne odnośnie do wznowienia bombardowań: miejsce ataków na miasta miały zająć zmasowane uderzenia na infrastrukturę transportową. 13 sierpnia B-29 zrzuciły na miasta japońskie kopie propozycji warunków kapitulacji wysuniętych przez rząd Japonii. Wyglądało na to, że negocjacje utknęły w martwym punkcie, więc 14 sierpnia Spaatz otrzymał rozkaz ponownego podjęcia kampanii bombowej. Arnold domagał się, by przeprowadzono atak możliwie największymi siłami i spodziewał się, że USASTAF może wysłać przeciw Tokio i innym miejscom w Japonii 1000 samolotów. W rzeczy samej wystartowało 828 B-29 eskortowanych przez 186 myśliwców (razem 1014 samolotów); za dnia przeprowadzono bombardowania precyzyjne celów w Iwakuni, Osace i Tokoyamie, a nocą bombardowania ogniowe miast Kumagaya i Isesaki. Wprawdzie jednostki Eighth Air Force z Okinawy nie przeprowadziły jeszcze żadnego nalotu na Wyspy Japońskie (pierwsze B-29 otrzymały w lipcu), generał Doolittle postanowił nie posyłać samolotów; nie chciał ryzykować życia podległych mu ludzi w sytuacji, gdy wojna była praktycznie skończona. W związku z tym, że w południe 15 sierpnia Hirohito ogłosił przez radio, że jego kraj zamierza się poddać, były to ostatnie naloty ciężkich bombowców na Japonię.

## Po zakończeniu działań

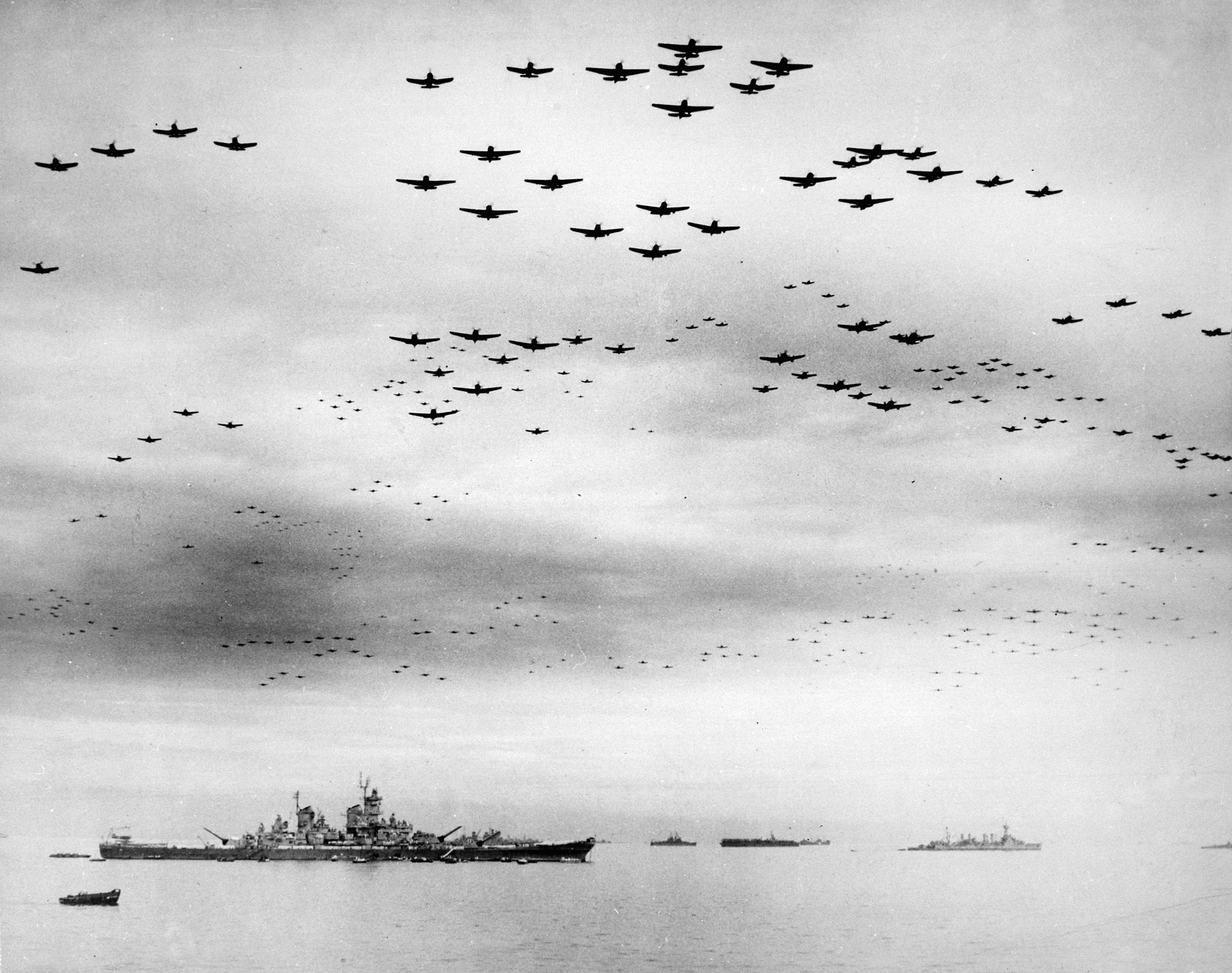
Samoloty US Navy nad flotą aliancką w Zatoce Tokijskiej 2 września 1945 roku

W tygodniach po ogłoszeniu przez władze japońskie zamiaru kapitulacji nad Japonią przeprowadzano już tylko ograniczone operacje. 17 i 18 sierpnia samoloty B-32 Dominator, będące w locie rozpoznawczym z Okinawy, zostały zaatakowane przez myśliwce japońskie nad Tokio . 17 sierpnia Twentieth Air Force zostało obarczone odpowiedzialnością zaopatrywania jeńców alianckich w Japonii, Korei i Chinach do czasu ich ewakuacji. Zrzuty zaopatrzenia rozpoczęto dziesięć dni później i prowadzono je do 20 września. Samoloty B-29 wykonały w tym czasie blisko 1000 lotów i dostarczyły prawie 4500 ton zaopatrzenia. Podczas tych misji osiem samolotów uległo rozbiciu, a jeden został ostrzelany i uszkodzony przez radziecki myśliwiec nad Koreą. Eleventh Air Force w okresie od 24 sierpnia do 4 września wysyłała codziennie dwa bombowce B-24 na loty rozpoznawcze nad północnymi Kurylami w celu zrobienia zdjęć przebiegu zajmowania tych wysp przez Czerwoną Armię. Ostatni lot zakończył się przechwyceniem bombowców przez radzieckie myśliwce, które zmusiły je do zawrócenia. Oba te wydarzenia były zapowiedzią zimnej wojny.
3 Dywizjon Rozpoznania Fotograficznego, który operował nad Japonią w czasie kampanii bombowej, teraz też fotografował i sporządzał mapy Wysp Japońskich. Choć Spaatz nakazał, by bombowce i myśliwce alianckie dokonywały demonstracyjnych przelotów nad Tokio od 19 sierpnia aż do dnia, w którym odbędzie się oficjalna ceremonia kapitulacji, operacjom tym stanęła na przeszkodzie zła pogoda i problemy logistyczne. W tej sytuacji pierwsze takie loty mogły odbyć się 30 sierpnia, co zbiegło się z lądowaniem generała Douglasa MacArthura i 11 Dywizji Powietrznodesantowej na lotnisku Atsugi. Podobne operacje przeprowadzono następnego dnia i 2 września, kiedy to 462 B-29 i wiele samolotów US Navy przeleciało nad zakotwiczonymi w Zatoce Tokijskiej okrętami floty alianckiej, co było częścią ceremonii podpisania aktu kapitulacji na pokładzie pancernika USS „Missouri”.
Alianckie siły powietrzne uczestniczyły w powojennej okupacji Japonii. Czołowe jednostki FEAF zaczęły przybywać na lotnisko w Atsugi 30 sierpnia, a we wrześniu i październiku na macierzystych wyspach utworzono Fifth Air Force. Oprócz transportowania wojsk okupacyjnych, Fifth Air Force prowadziła patrole bojowe nad Japonią i Koreą, jak również wykonała wiele lotów rozpoznania fotograficznego i lotów dla celów kartograficznych. Również jednostki lotnicze Royal Australian Air Force, Royal Air Force, Indian Air Force, Royal New Zealand Air Force, US Navy i United States Marine Corps przybywały do Japonii celem przejmowania obowiązków wojsk okupacyjnych. Aliancka okupacja nie spotkała się z oporem Japończyków, więc liczba jednostek lotniczych stacjonujących w tym kraju zaczęła się stopniowo (od końca 1945 roku) zmniejszać.
Po wojnie rozpoczęła się odbudowa zniszczonych bombardowaniami miast japońskich. Zniszczenia wojenne i potrzeba zapewnienia siedzib dla powracających z placówek zamorskich żołnierzy i cywilów spowodowały brak 4,2 miliona mieszkań, co – w połączeniu z brakiem żywności – zmuszało wielu cywilnych mieszkańców do życia w nędzy (nawet w październiku 1945 roku odnotowano kilkaset przypadków śmierci głodowej). Niedożywienie (przed wojną Ministerstwo Zdrowia ustaliło, że dorosły mężczyzna wykonujący pracę fizyczną winien otrzymywać 2400 kalorii dziennie wraz z 80 g protein; w roku 1945 było to już tylko 1793 kalorie i 60–65 g protein) i pogorszenie opieki zdrowotnej spowodowały epidemię gruźlicy; w roku 1943 (od 1944 danych nie publikowano) odnotowano 180 000 zachorowań.
We wrześniu rząd japoński przeznaczył materiały dla budowy 300 000 małych tymczasowych domostw dla ewakuowanych, ale polityka taka w tym roku i następnym spowodowała, że ludzie nie chcieli wracać do zrujnowanych miast. Odbudowa 115 miast rozpoczęła się w roku 1946, a prace były prowadzone według wskazówek rządu. Alianckie władze okupacyjne nie mieszały się do działań na rzecz odbudowy, ale zezwalały na prace, chociaż krytykowały je jako nieodpowiednie wobec statusu Japonii, kraju pokonanego. Z odbudową kolidowały rekwizycje gruntów i budynków na użytek sił okupacyjnych i wymóg, by władze japońskie dawały pierwszeństwo budowie baz wojsk alianckich. W wielu miastach odbudowie towarzyszył proces uporządkowywania gruntów, co zmierzało do poprawienia układu zabudowy, jednakże realizacja obu programów nie wszędzie kończyła się powodzeniem. Ogólnie rzecz biorąc, większość nowo wznoszonych budynków była złej jakości i musiało minąć jeszcze wiele lat, nim zaczęto wdrażać projekty poprawy przestrzeni miejskiej.

## Podsumowanie

### Rezultaty bombardowań
Ataki z powietrza kosztowały ludność Japonii setki tysięcy ofiar, chociaż dane szacunkowe na temat liczby zabitych i rannych poważnie się od siebie różnią. Najwięcej ofiar i zniszczeń spowodowały bombardowania strategiczne dokonywane przez Twentieth Air Force. Najczęściej cytowane w literaturze przedmiotu dane pochodzą z raportu USSBS The Effects of Bombing on Health and Medical Services in Japan, który w roku 1947 oceniał, że 333 000 Japończyków zginęło, a 473 000 zostało rannych. Inny raport USSBS, The Effects of Strategic Bombing on Japanese Morale, zawiera znacznie wyższe dane liczbowe, a mianowicie 900 000 zabitych i 1,3 miliona rannych, co było wynikiem pracy zespołu badaczy japońskich posługujących się metodologią prób statystycznych. Te liczby są wprawdzie też czasami cytowane, jednak dochodzeniowcy z USSBS uznali wyniki prac zespołu statystycznego za niezadowalające; badacze nie byli w stanie określić wielkości błędu w tym wyliczeniu. Powojenny rząd japoński podał w roku 1949, że w wyniku ataków lotniczych na wyspy macierzyste zginęło 323 495 osób.
Straty alianckie były znacznie mniejsze. Twentieth Air Force straciła w czasie nalotów na Japonię czterysta czternaście bombowców B-29. Zginęło ponad 2600 Amerykanów, członków ich załóg (w tej liczbie mieszczą się jeńcy wojenni zmarli lub zabici w niewoli), a dalszych 433 odniosło rany i obrażenia. Eleventh Air Force straciła zaledwie dwadzieścia dwa samoloty: sześć B-24, dziesięć B-25, dwie PBY i cztery myśliwce; życie straciło 108 ludzi. Straty Fifth Air Force i Seventh Air Force pozostają nieznane.
Poniższa tabela ukazuje przykłady szacunkowych obliczeń liczb ofiar alianckich rajdów bombowych na macierzyste wyspy Japonii (bez archipelagu Riukiu i Wysp Kurylskich) w latach 1942–1945 według różnych źródeł:
| Źródło                            | Rok  | Szacunkowe liczby japońskich ofiar nalotów alianckich                                             |
| --------------------------------- | ---- | ------------------------------------------------------------------------------------------------- |
| USSBS, Medical Division           | 1947 | The Effects of Bombing on Health and Medical Services in Japan: 333 000 zabitych, 473 000 rannych |
| USSBS, Morale Division            | 1947 | The Effects of Strategic Bombing on Japanese Morale: 900 000 zabitych, 1,3 miliona rannych        |
| Rząd japoński                     | 1949 | 323 495 zabitych                                                                                  |
| Craven i Cate                     | 1953 | około 330 000 zabitych, 476 000 rannych                                                           |
| Dower                             | 1986 | 393 367 zabitych                                                                                  |
| Bulletin of the Atomic Scientists | 1995 | około 500 000 zabitych                                                                            |
| Meilinger                         | 1999 | około 400 000 cywili zabitych                                                                     |
| Hoyt                              | 2000 | 300 000 cywili zabitych i 500 000 rannych                                                         |
| Takai i Sakaida                   | 2001 | 241 309 zabitych, 213 041 rannych                                                                 |
| Tillman                           | 2010 | co najmniej 330 000 zabitych                                                                      |
| Frank                             | 2013 | około 425 000 zabitych                                                                            |

Na skutek bombardowań ucierpiał również japoński przemysł. Ponad 600 wielkich zakładów produkcyjnych zostało zniszczonych lub poważnie uszkodzonych, co skutkowało znacznym spadkiem ilości wytwarzanych dóbr. Nie bez znaczenia było też zmniejszenie siły roboczej na skutek absencji robotników. Nie sposób ustalić jak bombardowania wpłynęły na gospodarkę Japonii, tym więcej, że oddziaływała na nią aliancka blokada morska, co razem doprowadziło do załamania pod koniec 1944 roku. Dane statystyczne, zebrane przez USSBS, ukazują wprawdzie związek pomiędzy liczbą lotów bojowych B-29 przeciw różnym gałęziom przemysłu a spadkiem ich produkcji, ale ataki z powietrza nie były jedynym czynnikiem. Niezależnie od nalotów ciężkich bombowców, blokadę zacieśniały operacje samolotów z lotniskowców alianckich przeciw japońskiej żegludze przybrzeżnej; samoloty marynarki nie mogły przenosić ilości bomb mogących spowodować poważne uszkodzenia zakładów przemysłowych. Sytuację pogarszały – co też było skutkiem nalotów – wyjątkowo niskie w roku 1944 dostawy ryżu. Braki ryżu pogłębiły się jeszcze w roku 1945 i spowodowały powszechne niedożywienie, a gdyby wojna trwała dłużej, mogłyby skutkować klęską głodu. Bombardowania zakładów przemysłowych i miast oraz ataki na statki handlowe zniszczyły – w sensie finansowym – ⅓ zasobów Japonii. Warto tu dodać, że do blokady Wysp Japońskich przyczyniły się też amerykańskie okręty podwodne, które zatopiły ponad 60% wszystkich japońskich statków handlowych, ze szczytem efektywności w roku 1944.
Bombardowania spowodowały także rozległe zniszczenia obszarów zurbanizowanych Japonii. Zniszczeniu uległo około 40 procent zabudowy 66 atakowanych miast, w tym około 2,5 miliona domostw, co uczyniło bezdomnymi 8,5 miliona ludzi. Bombardowania miast wpłynęły negatywnie na morale japońskiego społeczeństwa, a według badań, przeprowadzonych po wojnie przez USSBS, były najważniejszym czynnikiem utwierdzającym Japończyków w przekonaniu, że wojna została przegrana. W ostatnich miesiącach wojny wpływały też na zepsucie japońskiej tkanki społecznej.
Naloty alianckie miały znaczący wpływ na decyzję rządu japońskiego o kapitulacji. Wprawdzie USSBS nie wskazywało żadnego pojedynczego czynnika, który zdecydowałby o kapitulacji, większość japońskich przywódców czasu wojny wskazywała podczas przesłuchań długotrwałe ataki z powietrza jako najważniejszy czynnik, który wpłynął na decyzję o zakończeniu wojny. Premier Kantarō Suzuki stwierdził, że bombardowania konwencjonalne, w połączeniu z deklaracją poczdamską i zrzuceniem bomb atomowych, dały rządowi możliwość podjęcia negocjacji z aliantami. Cesarz Hirohito wskazywał zniszczenia spowodowane bombardowaniami, niedostateczne przygotowanie do odparcia inwazji i ofensywę radziecką jako usprawiedliwienie dla swego zalecenia kapitulacji. Dla osiągnięcia tego amerykańska Twentieth Air Force, zrzuciła na wyspy macierzyste Japonii – wraz z aliantami – 160 800 ton of bomb. Z tego 147 000 ton zrzuciły bombowce B-29. Około 90 procent tych ładunków spadło na Japonię w ciągu ostatnich pięciu miesięcy wojny. Kampania kosztowała Stany Zjednoczone 4 miliardy dolarów; było to znacznie mniej niż 30 miliardów wydanych na bombardowania celów w Europie i niewielki odsetek 330 miliardów dolarów jakie rząd USA wydał w związku z II wojną światową.

### Czynnik moralny
Od zakończenia II wojny światowej trwa debata nad stroną etyczną kampanii powietrznej przeciw Japonii. W czasie wojny społeczeństwo amerykańskie akceptowało bombardowanie Niemiec i Japonii, a nielicznych, którzy krytykowali naloty, traktowano jako wyzbytych realizmu, a nawet zdrajców. Niektórzy przedstawiciele amerykańskich władz i wojska uważali wprawdzie, że kampania bombowa była dwuznaczna moralnie, ale rzadko wyrażali głośno taką opinię.

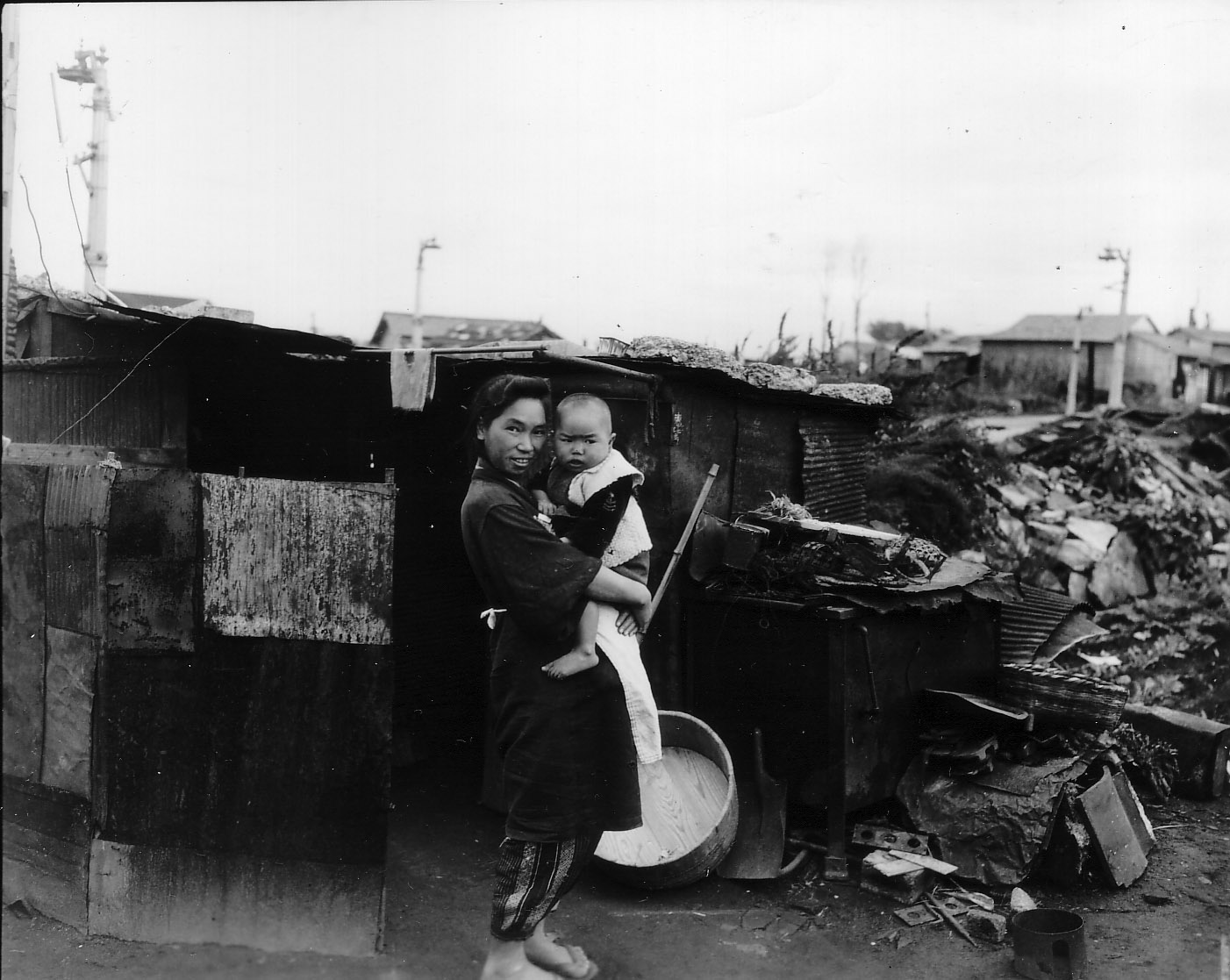
Kobieta i jej dziecko przed zbombardowanym domem w Tokio

Wątpliwości moralne budzi przede wszystkim wielka liczba cywilnych ofiar śmiertelnych i zniszczenia spowodowane bombardowaniami. Filozof brytyjski A.C. Grayling twierdzi, że alianckie bombardowania Niemiec i Japonii były pod względem moralnym zbrodnią. Mark Selden z Uniwersytetu Cornella opisał szczyt kampanii bombowej latem 1945 roku jako „przypuszczalnie wciąż nieporównywalną w swych rozmiarach rzeź istot ludzkich” i oświadczył, że czynniki składające się na jej intensywność były połączeniem „przełomu technologicznego, amerykańskiego nacjonalizmu i zatraceniem moralnych i politycznych skrupułów co do zabijania cywilów, być może podbudowanego rasizmem, jaki był widoczny na pacyficznym teatrze działań”. Historyk Edwin Hoyt napisał w 1987 roku, że społeczeństwo japońskie powszechnie uważało bombardowania alianckie za najgorsze okrucieństwo wojny. Sugerowano też, że jednym z czynników motywujących USAAF do ofensywy ogniowej przeciw miastom japońskim była nienawiść do Japończyków, bo przecież większość nalotów na Niemcy były bombardowaniami precyzyjnymi; przeczy temu jednak historyk Richard B. Frank pisząc, że różnica polegała na zmianie postrzegania bombardowań w trakcie trwania wojny, ograniczonych danych wywiadowczych na temat struktury gospodarki japońskiej i znacznie mniejszej odporności miast Japonii na ataki przy użyciu bomb zapalających.
Obrona zgodności z moralnością ataków na miasta japońskie sprowadza się do argumentu, że skróciły one wojnę, a tym samym oszczędziły życie wielu ludzi. USSBS twierdziło, że efekty bombardowań strategicznych i blokady zmusiłyby Japonię do kapitulacji pod koniec 1945 roku, nawet jeśli nie użyto by bomb atomowych, a Związek Radziecki pozostał neutralny. Historyk E. Bartlett Kerr również jest tego zdania i dodaje, że ofensywa ogniowa przeciw największym miastom japońskim była głównym czynnikiem, który przyspieszył decyzję Hirohito o zakończeniu wojny. Inny historyk, Barrett Tillman, pisze, że naloty dywanowe były nie do uniknięcia, ponieważ wobec trudności z celowaniem i silnym wiatrem wiejącym zwykle nad Japonią, piloci B-29 nie mogli bombardować pojedynczych celów bez dokonywania zniszczeń na okolicznych obszarach.
Zrzucenie bomb atomowych było przedmiotem długotrwałej, szerokiej debaty i kontrowersji. Krótko po ataku na Hiroszimę i Nagasaki badanie opinii publicznej wykazało, że około 85 procent Amerykanów pochwalało użycie broni jądrowej, a pokolenie wojenne wierzyło, że ocaliło ono miliony istnień ludzkich. Jednak wraz z upływem czasu fala krytyki narastała. Wśród argumentów przeciw decyzji o zrzuceniu bomb atomowych wymienia się ten, że Japonia i tak musiałaby skapitulować, i że ataki miały ostrzec Związek Radziecki i jednocześnie usprawiedliwić kosztowne prace Projektu Manhattan. W roku 1994 aż 55 procent Amerykanów uważało, że decyzja o zbombardowaniu Hiroszimy i Nagasaki była słuszna. W roku 1947 Radhabinod Pal, jeden z sędziów Międzynarodowego Trybunału Wojskowego dla Dalekiego Wschodu stwierdził, że japońscy przywódcy nie planowali okrucieństw, i że decyzja o ataku atomowym była jaskrawym przykładem wydania bezpośredniego rozkazu popełnienia „masowej zbrodni” w czasie wojny na Pacyfiku. Od tego czasu naukowcy japońscy, jak na przykład Yuki Tanaka czy Tsuyoshi Hasegawa, twierdzą, że użycie tych bomb było niemoralne i stanowiło zbrodnię wojenną, z czym zgadzało się wielu amerykańskich naukowców – na przykład brytyjski fizyk, laureat nagrody Nobla Patrick Maynard Stuart Blackett – który uważał, że bomba atomowa zrzucona na Nagasaki miała przyćmić sukcesy Armii Czerwonej. Tymczasem prezydent Truman, a ostatnio historycy, jak choćby Paul Fussell, stwierdzali, że ataki na Hiroszimę i Nagasaki były usprawiedliwione, bo przekonały Japończyków o konieczności poddania się.